# Donostia / San Sebastián
Donostia / San Sebastián (baskisch Donostia [do.nos̺.ti.a], spanisch San Sebastián) ist die Hauptstadt der Provinz Gipuzkoa in der spanischen Autonomen Gemeinschaft Baskenland. Sie liegt etwa 20 km westlich der französischen Grenze im Bogen des Golfs von Biskaya. Die Stadt war 2016 gemeinsam mit Breslau Kulturhauptstadt Europas. Mit 189.093 Einwohnern (Stand: 2024) ist sie die drittgrößte Stadt des Baskenlandes.

## Geographie

### Lage

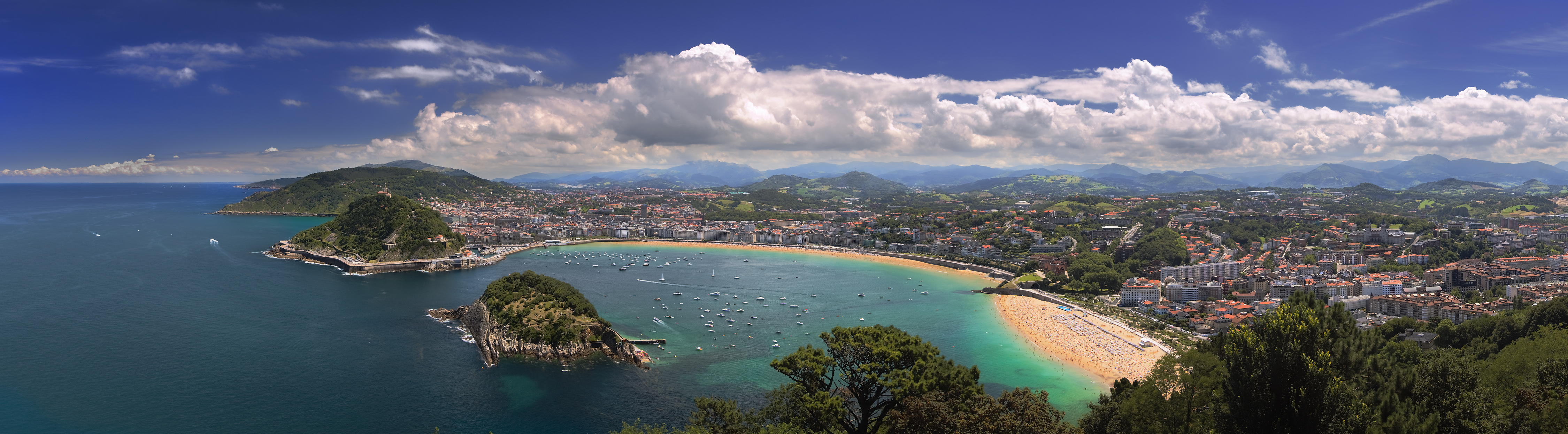
Blick auf die Bucht de La Concha vom Monte Igueldo aus

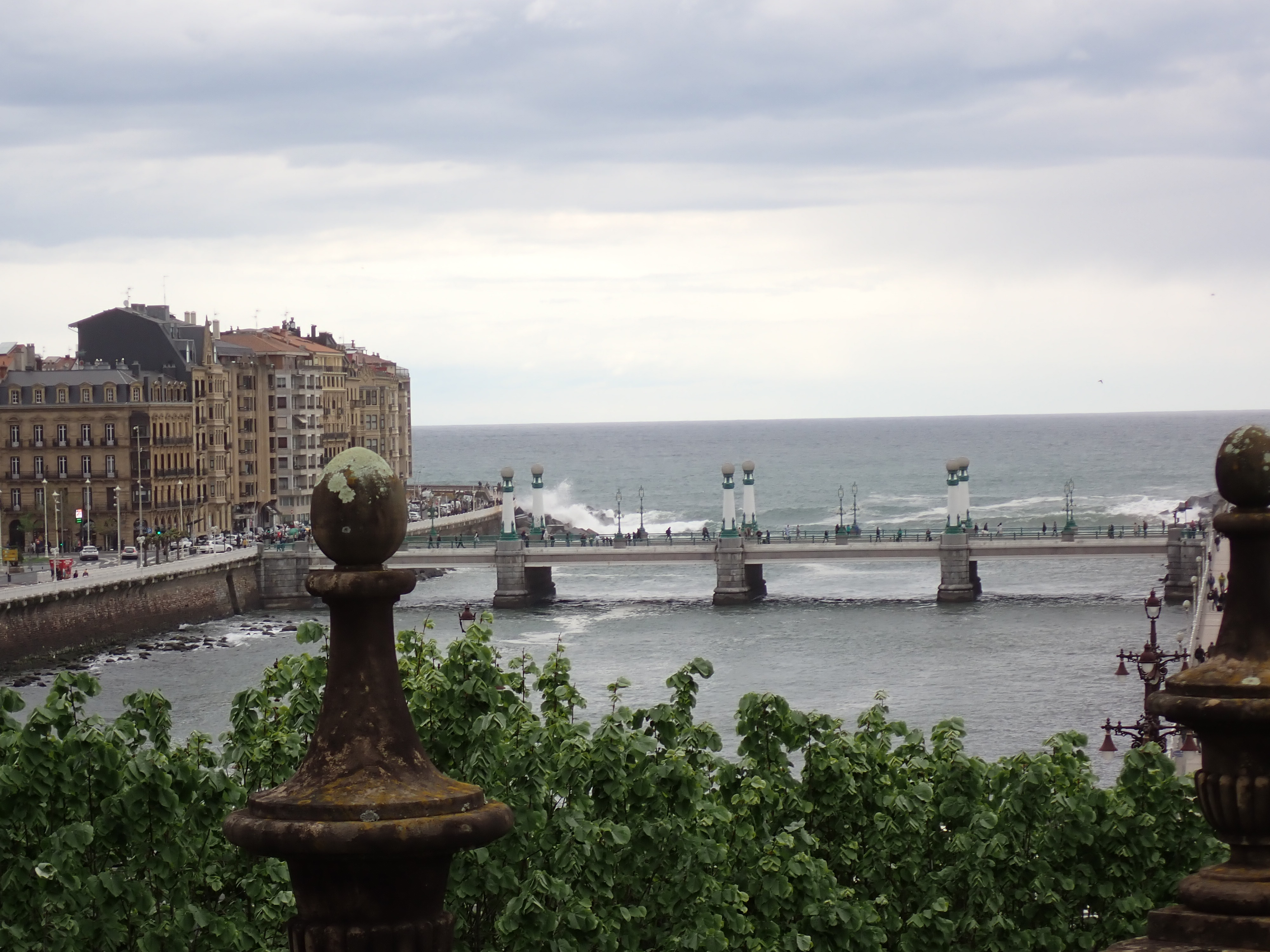
Mündung des Urumea in Donostia

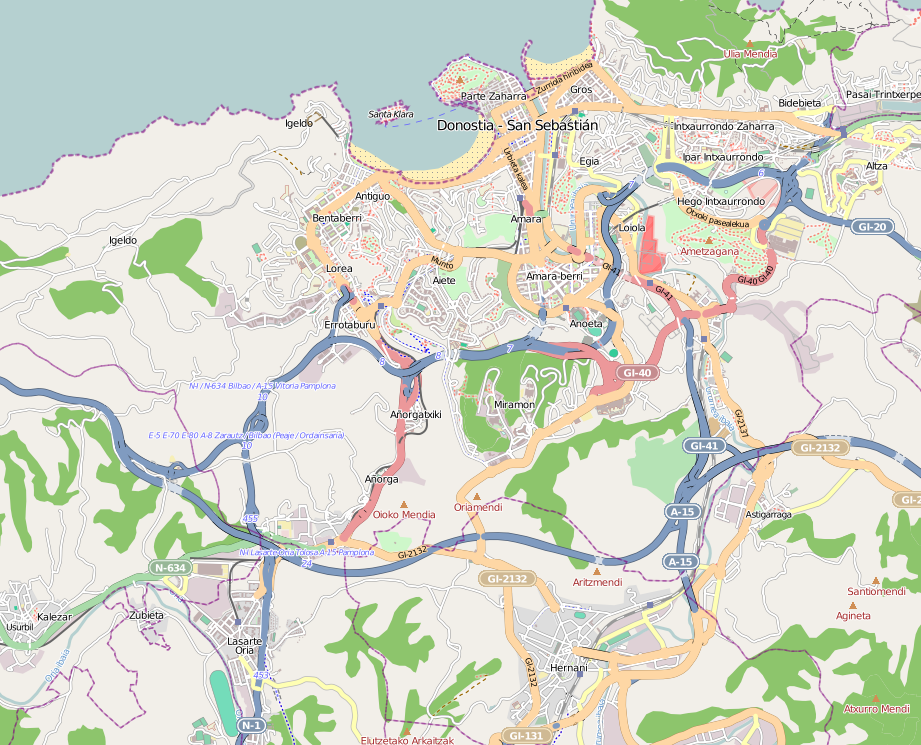
San Sebastián und Umgebung (2011)

San Sebastián liegt im äußersten Norden der Iberischen Halbinsel an der Bucht La Concha (deutsch: Die Muschel), deren Name von ihrer auffälligen Form herrührt. Die Landesgrenze mit Frankreich liegt nur 20 Kilometer von San Sebastián entfernt. Die Mündung der Bucht wird durch die Felsmassive des Monte Igueldo und des Monte Urgull begrenzt, in der Ausfahrt selbst liegt die kleine Felseninsel Santa Clara. Der weitläufige Bogen der Bucht mit der Strandpromenade und der zwischen La Concha und der Mündung des Flusses Urumea gelegene Parte Vieja-Alde Zaharra (deutsch: Altstadt) sind bekannte Touristenattraktionen.

### Klima
Das Klima ist maritim mit milden Wintern und kühlen Sommern. Die jährliche Niederschlagsmenge beträgt über 1500 mm. Die Jahresdurchschnittstemperatur beträgt 13,1 °C, ermittelt auf dem Monte Igueldo, 218 m über dem Meeresspiegel, gemittelt von 1950 bis 1996. In der Stadt selbst beträgt die Durchschnittstemperatur 14,4 °C
|                        | Jan  | Feb  | Mär  | Apr  | Mai  | Jun  | Jul  | Aug  | Sep  | Okt  | Nov  | Dez  |   |      |
| Mittl. Temperatur (°C) | 8,5  | 8,7  | 10,3 | 11,3 | 14,4 | 16,9 | 18,9 | 19,5 | 18,0 | 15,5 | 11,3 | 9,1  | ⌀ | 13,6 |
| Mittl. Tagesmax. (°C)  | 11,0 | 11,5 | 13,4 | 14,5 | 17,7 | 20,0 | 21,8 | 22,5 | 21,1 | 18,5 | 14,0 | 11,6 | ⌀ | 16,5 |
| Mittl. Tagesmin. (°C)  | 5,9  | 5,9  | 7,2  | 8,1  | 11,1 | 13,8 | 16,0 | 16,5 | 14,8 | 12,4 | 8,7  | 6,6  | ⌀ | 10,6 |
|                        |      |      |      |      |      |      |      |      |      |      |      |      |   |      |
| Niederschlag (mm)      | 141  | 110  | 113  | 138  | 120  | 90   | 86   | 117  | 111  | 159  | 169  | 151  | Σ | 1505 |
|                        |      |      |      |      |      |      |      |      |      |      |      |      |   |      |
| Sonnenstunden (h/d)    | 3,16 | 3,82 | 4,65 | 5,23 | 5,84 | 6,3  | 6,32 | 6,13 | 5,97 | 4,52 | 3,4  | 3    | ⌀ | 4,9  |
|                        |      |      |      |      |      |      |      |      |      |      |      |      |   |      |
| Regentage (d)          | 13,2 | 11,6 | 12,4 | 13,4 | 12,2 | 10,6 | 9,8  | 10,5 | 10,1 | 11,8 | 13,0 | 12,4 | Σ | 141  |

| 5,9 |

| 5,9 |

| 7,2 |

| 8,1 |

| 11,1 |

| 13,8 |

| 16,0 |

| 16,5 |

| 14,8 |

| 12,4 |

| 8,7 |

| 6,6 |

| 5,9 |

| 5,9 |

| 7,2 |

| 8,1 |

| 11,1 |

| 13,8 |

| 16,0 |

| 16,5 |

| 14,8 |

| 12,4 |

| 8,7 |

| 6,6 |

| N i e d e r s c h l a g | 141 | 110 | 113 | 138 | 120 | 90  | 86  | 117 | 111 | 159 | 169 | 151 |
|                         | Jan | Feb | Mär | Apr | Mai | Jun | Jul | Aug | Sep | Okt | Nov | Dez |

## Wappen
Beschreibung: In Blau mit silbernem Bord und der Umschrift „Ganadas por fidelidad, nobleza y lealtad“ in schwarzen Majuskeln ein goldener Dreimaster mit drei silbernen geblähten Rahsegeln, einem Focksegel und goldenen Mastwimpeln auf fünf silbernen Wellen nach links fahrend; in den Orten je ein silbernes S als Initialen für den Stadtnamen.
Auf dem Schild die goldene Königskrone.

## Geschichte

### Mittelalter

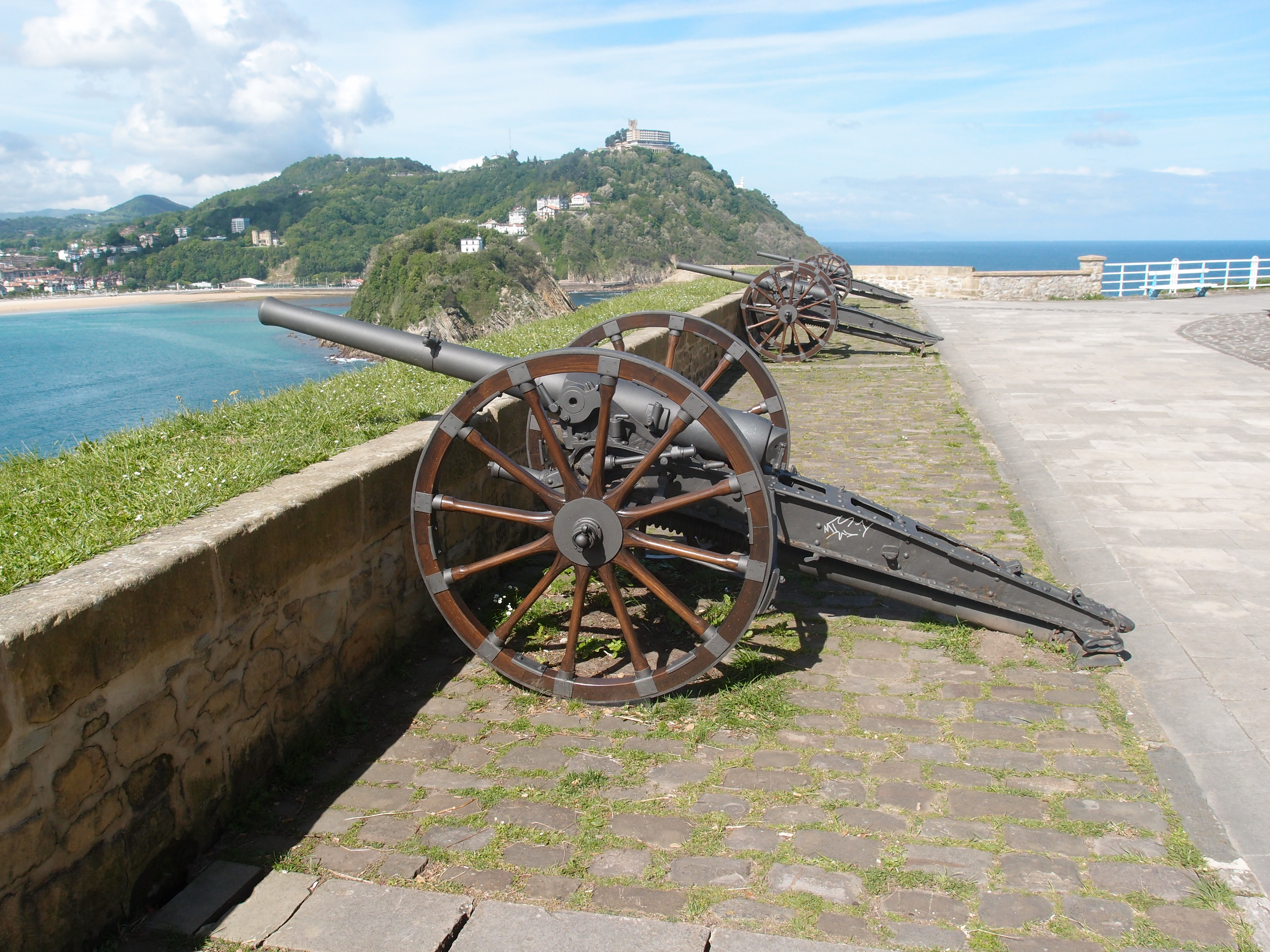
Historische Artilleriegeschütze auf dem Berg Urgull

Laut einigen Geschichtsforschern wurde die Gegend der heutigen Stadt ursprünglich Izurum genannt. Die erste Erwähnung des Namens „San Sebastián“ (spanisch für Heiliger Sebastian) findet sich im Zusammenhang mit der Beschreibung eines ortsansässigen Klosters in einer Urkunde aus dem frühen 11. Jahrhundert.
Ab dem Ende des 12. Jahrhunderts wurde San Sebastián auf Betreiben der Könige von Navarra zum zentralen Hafen dieser Provinz ausgebaut, verlor diese Position jedoch Mitte des 14. Jahrhunderts an die Stadt Bilbao. Dies führte zusammen mit der sich entwickelnden Stahlerzeugung in der Region zu einer allmählichen Autonomiebewegung einzelner Ortsbezirke.

### Neuzeit
Im Januar 1489 legte ein Großbrand die gesamte, damals überwiegend aus Holz gebaute Ansiedlung in Schutt und Asche. Der Neuaufbau wurde dazu genutzt, San Sebastián zum Stützpunkt der kantabrischen Kriegsflotte zu machen, die bis zum Ende des 19. Jahrhunderts immer wieder gegen französische, niederländische und britische Armadas kämpfen musste.
König Philipp IV. verlieh San Sebastián 1662 das Stadtrecht.
1719 wurde die Stadt von einem französischen Heer erobert und diente anschließend als Garnison für etwa 2.000 französische Soldaten, bis sie im Rahmen des Friedensvertrages von Den Haag vom 25. August 1721 an Spanien zurückgegeben wurde.

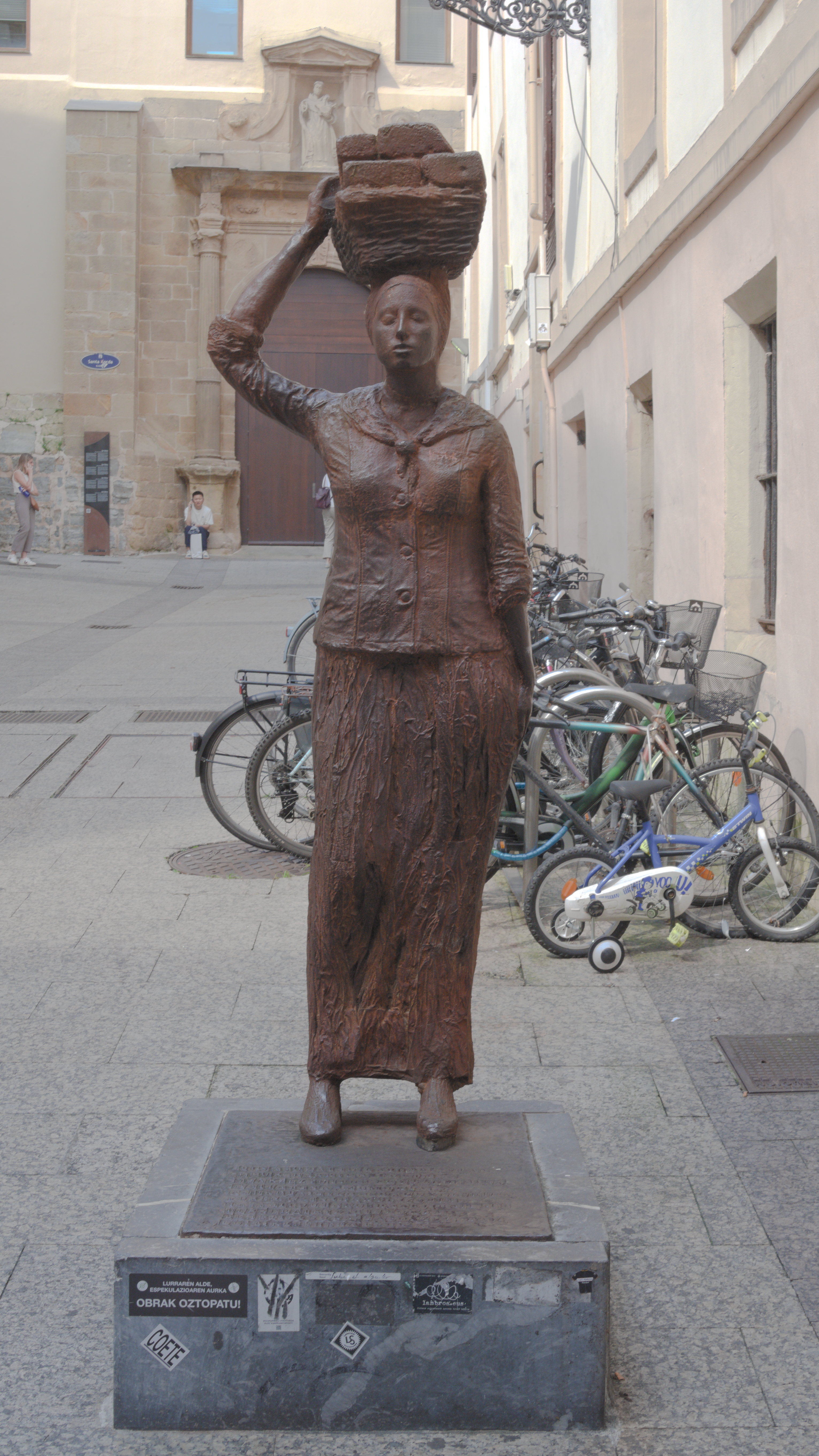
Hommage an die Zivilbevölkerung, die die Stadt nach dem Brand von 1813 wieder aufbaute

Nach einer weiteren Besetzung der Stadt 1813 durch französische Truppen führte ein Befreiungsversuch am 31. August des gleichen Jahres zwar dazu, dass sich die Besatzer letztendlich am 8. September ergaben, in den dazwischen liegenden Tagen brannte San Sebastián jedoch erneut fast bis auf die Grundmauern nieder.
1863 ließ Königin Isabella II. die Stadtmauern abreißen. Dadurch wurde der Weg für einen großzügigen Ausbau der Stadt Richtung Süden zum heutigen Stadtzentrum frei.
Maria Christina von Österreich, Witwe von König Alfons XII. und Königin von Spanien bis zur Volljährigkeit ihres Sohnes Alfons XIII., machte San Sebastián ab 1886 zu ihrer ständigen Sommerresidenz und verhalf der Stadt damit zu einem starken gesellschaftlichen Aufschwung.
Im Jahr 1914 entwickelte sich San Sebastián mit Einsetzen des Ersten Weltkriegs zu einem kosmopolitischen Zentrum Europas. Im damals weltberühmten Casino der Stadt verkehrten Persönlichkeiten wie Mata Hari, Leo Trotzki und Maurice Ravel.

### Neueste Zeit
Von 1940 bis 1975 war San Sebastián jedes Jahr im August die Sommerresidenz des spanischen Diktators Francisco Franco. In den 1950er Jahren residierte dort auch Juan Carlos de Borbón, der spätere spanische König Juan Carlos I.
San Sebastián lag im Zentrum des Konflikts um die Unabhängigkeit der Basken, der blutig (z. B. durch Bombenanschläge der baskischen Organisation ETA und polizeiliche Gegengewalt) ausgetragen wurde. Der bewaffnete Konflikt ist seit 2011 beendet. Daneben gab es immer auch das gewaltfreie Unabhängigkeitsstreben. 1987 gewann die linke Unabhängigkeitspartei Eusko Alkartasuna die Bürgermeisterwahl.
Am 11. April 2019 wurde die Stadt mit dem Europapreis für ihre herausragenden Bemühungen um den europäischen Integrationsgedanken ausgezeichnet.

### Herkunft des baskischen Namens
Der baskische Stadtname Donostia ist ebenso wie das spanische San Sebastián aus dem Namen des heiligen Sebastian entstanden. Done, kommend von lateinisch domine (Herr), wird im Baskischen den Namen von Heiligen vorangestellt und entspricht damit spanisch San. Done Sebastian entwickelte sich über Donebastia zu Donostia. Die baskischsprechenden Einwohner von San Sebastián bezeichnen sich als Donostiarrak, was auch im spanischen Wort donostiarra(s) verwendet wird.

## Kultur und Sehenswürdigkeiten

### Stadtbild
Den Stadtvätern ist es gelungen, durch strenge Bauvorschriften den architektonischen Charakter der Stadt zu erhalten. Insbesondere der Blick auf die Concha-Bucht ist seit Mitte des 19. Jahrhunderts nahezu unverändert.
Heutzutage ist der Tourismus eine Haupteinnahmequelle der Stadt. Hotelburgen und ähnliche Merkmale des Massentourismus gibt es jedoch nicht.

### Einzelbauwerke

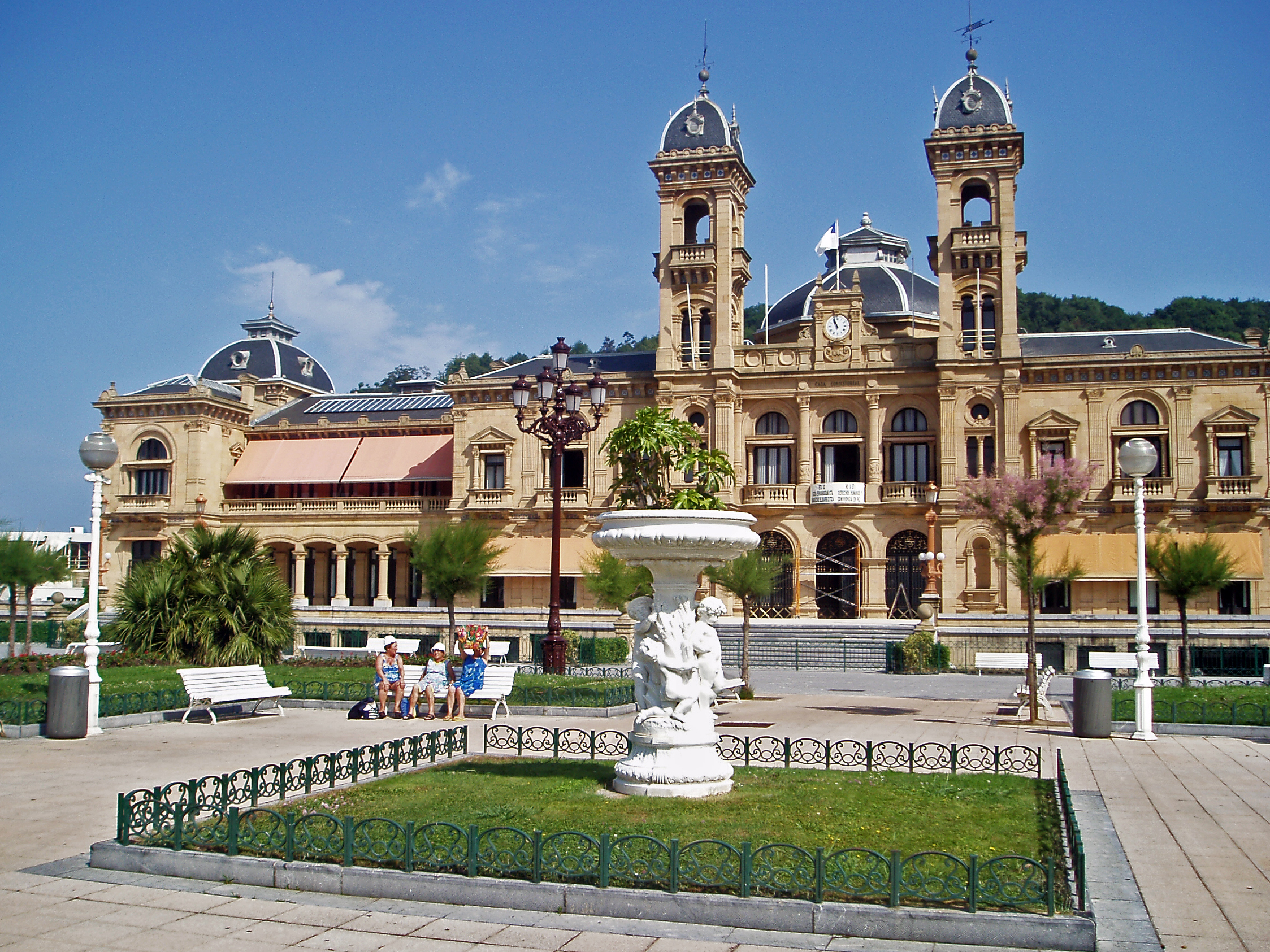
Rathaus von San Sebastián, altes Spielkasino

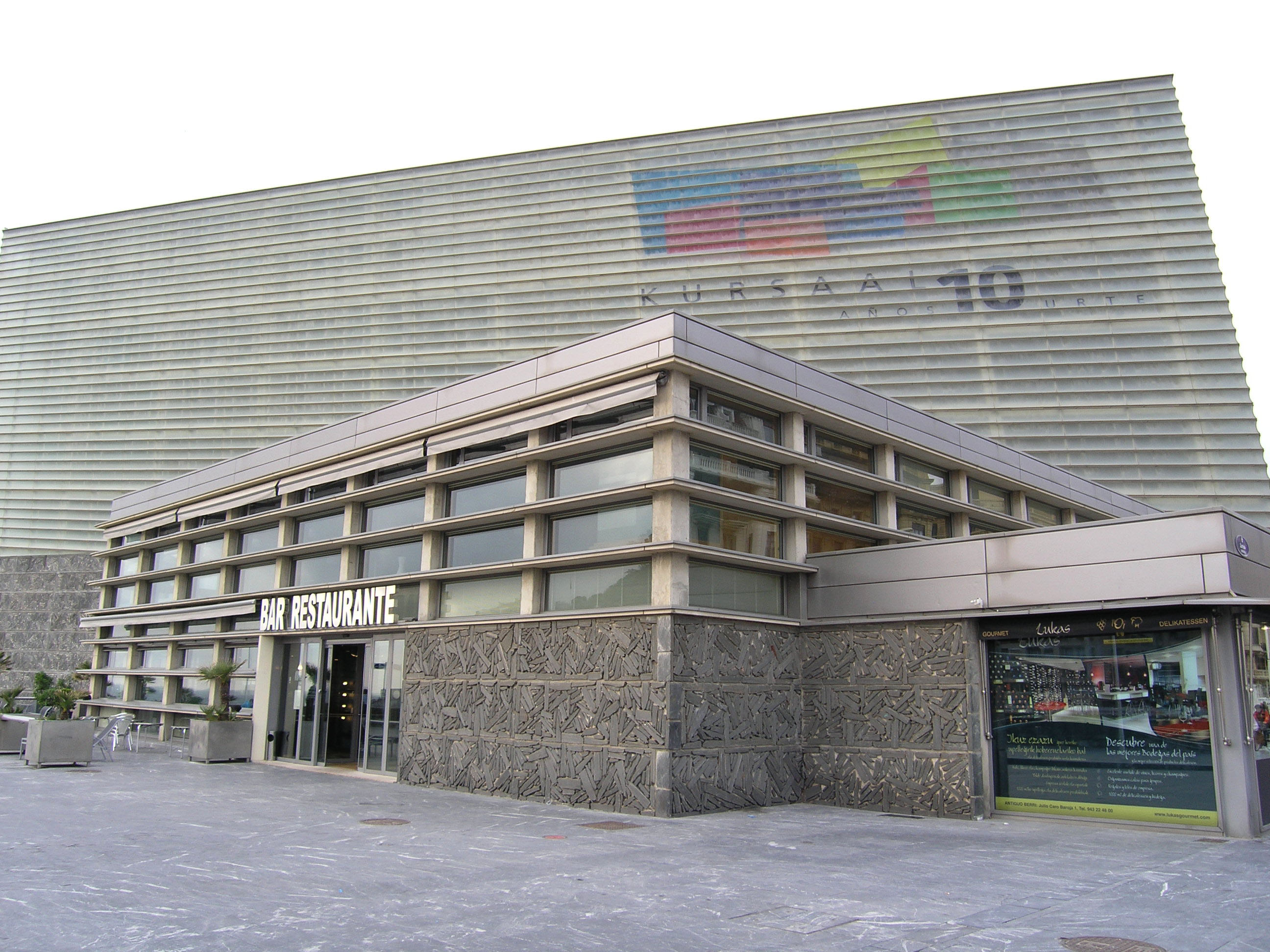
Kursaal im Jahr 2009 (10 Jahre = 10 años, 10 urte)

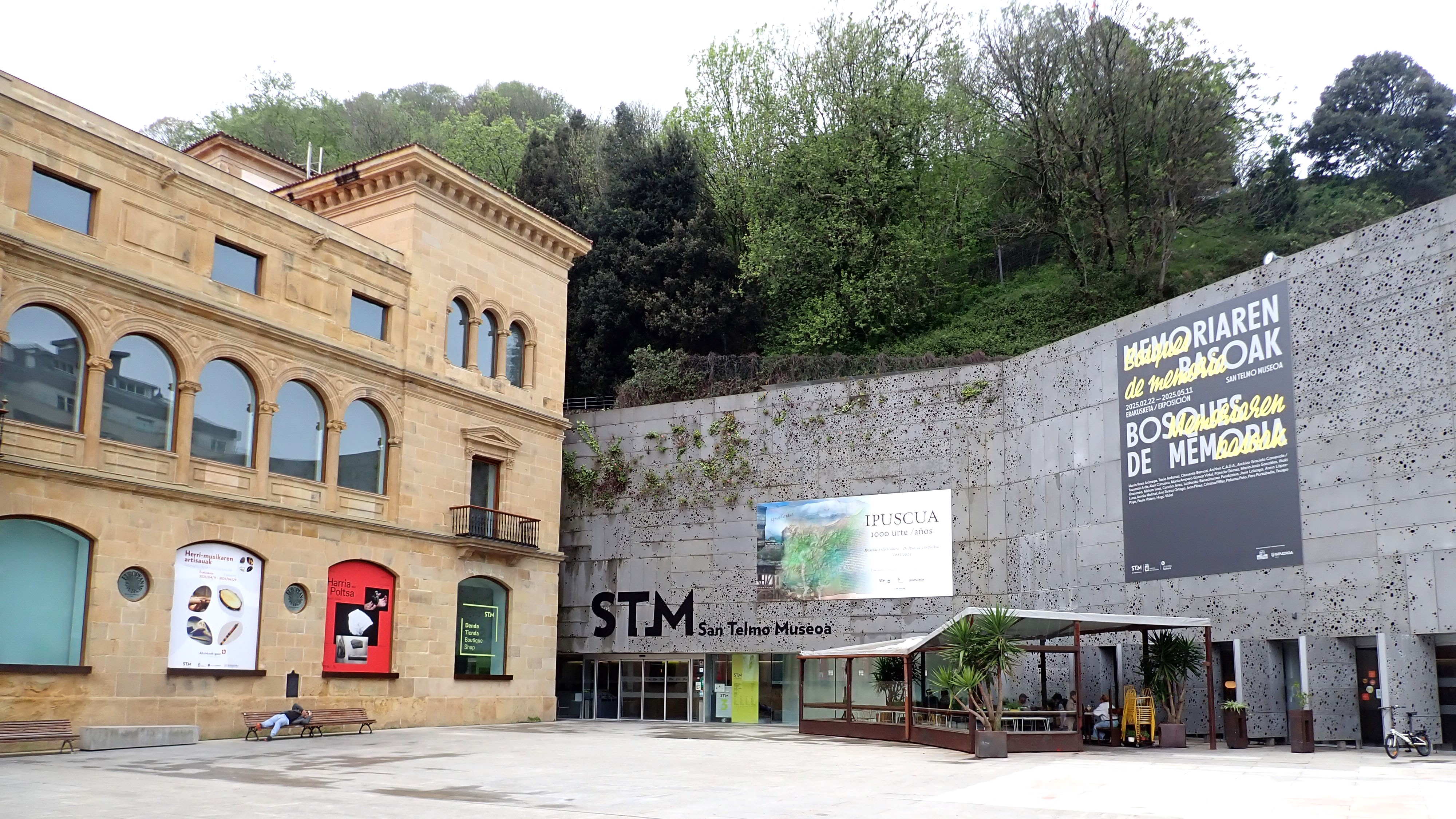
Museo San Telmo, Donostia

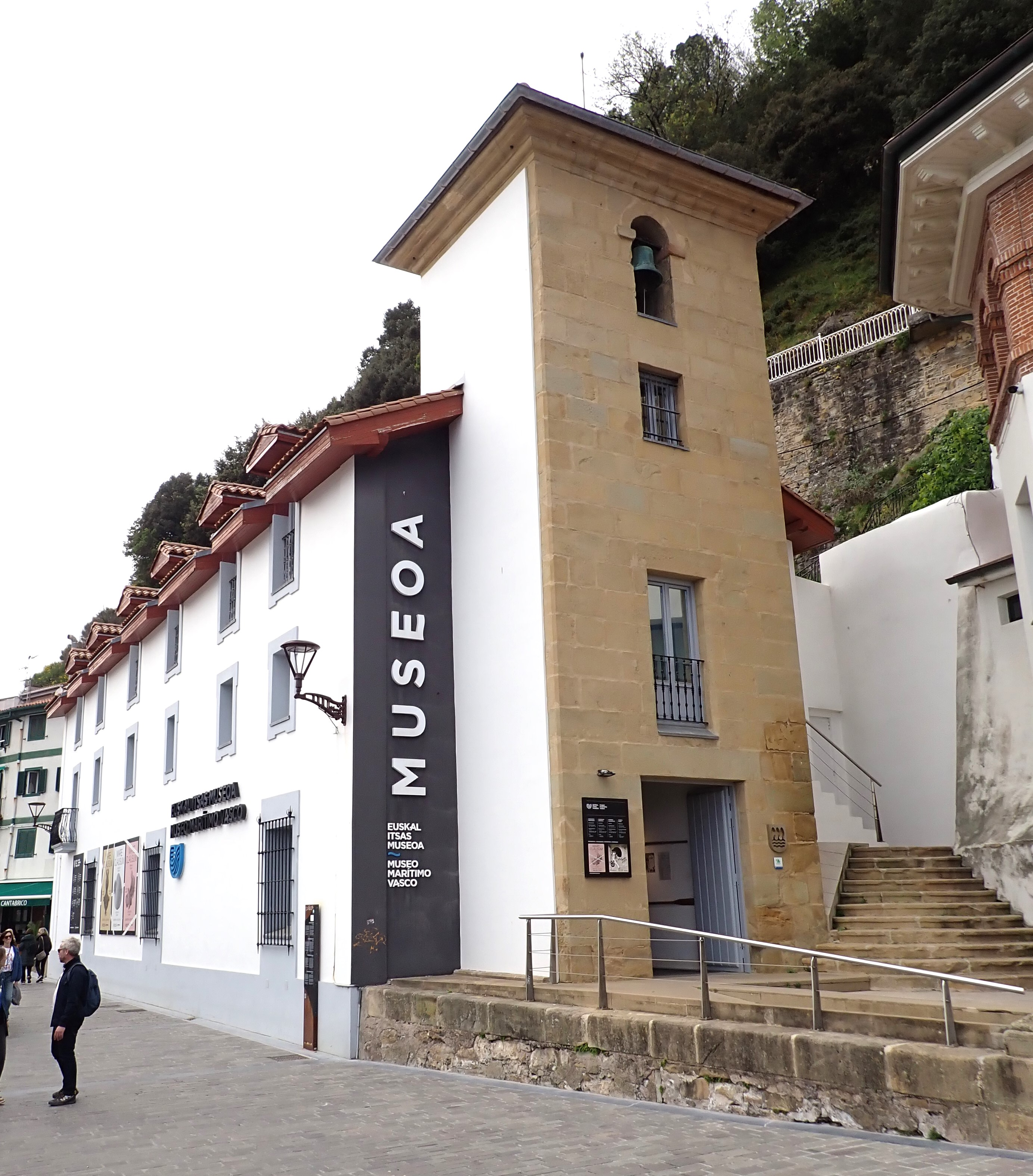
Baskisches Maritimes Museum

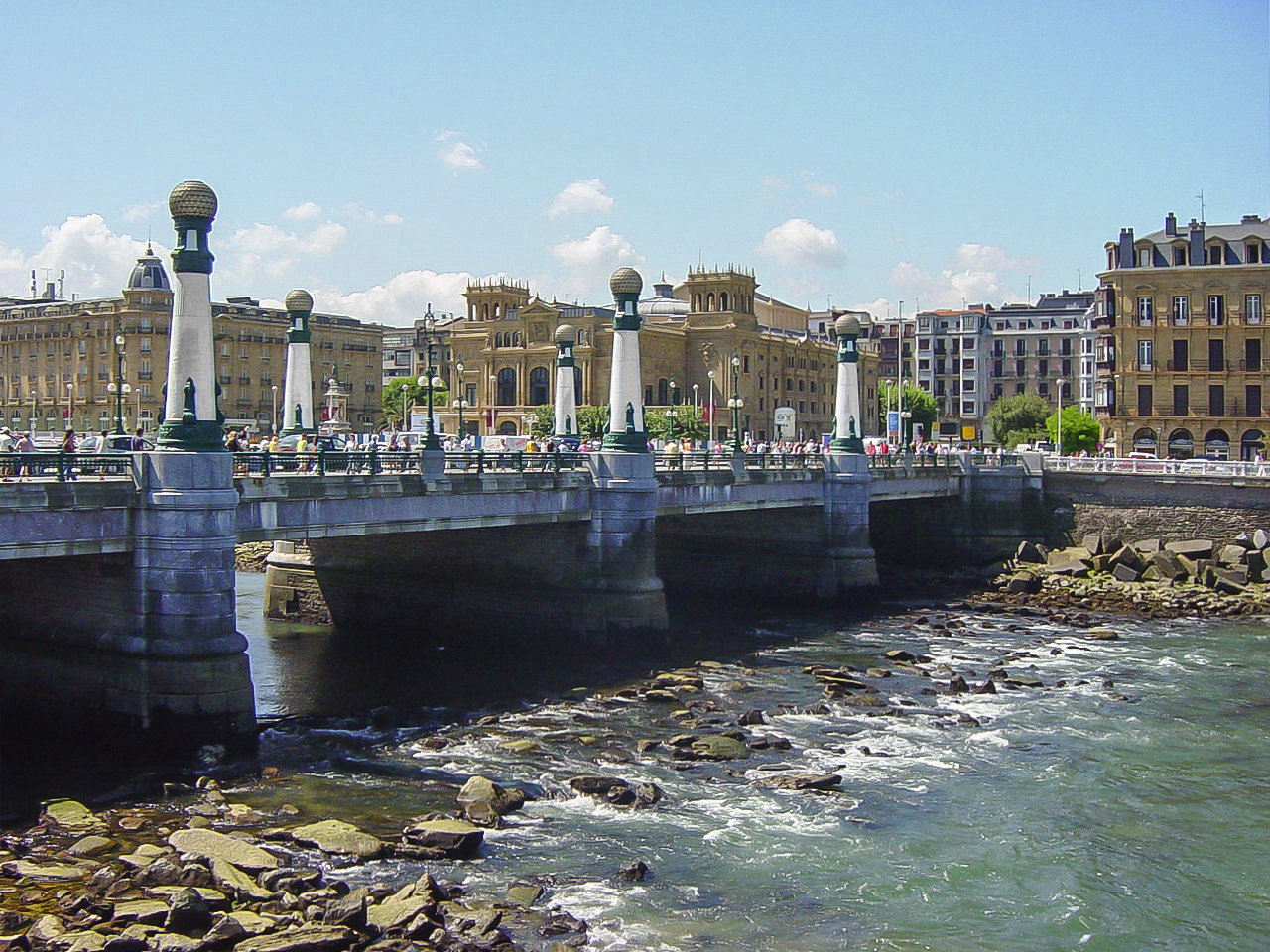
Kursaal-Brücke («puente del Kursaal»)

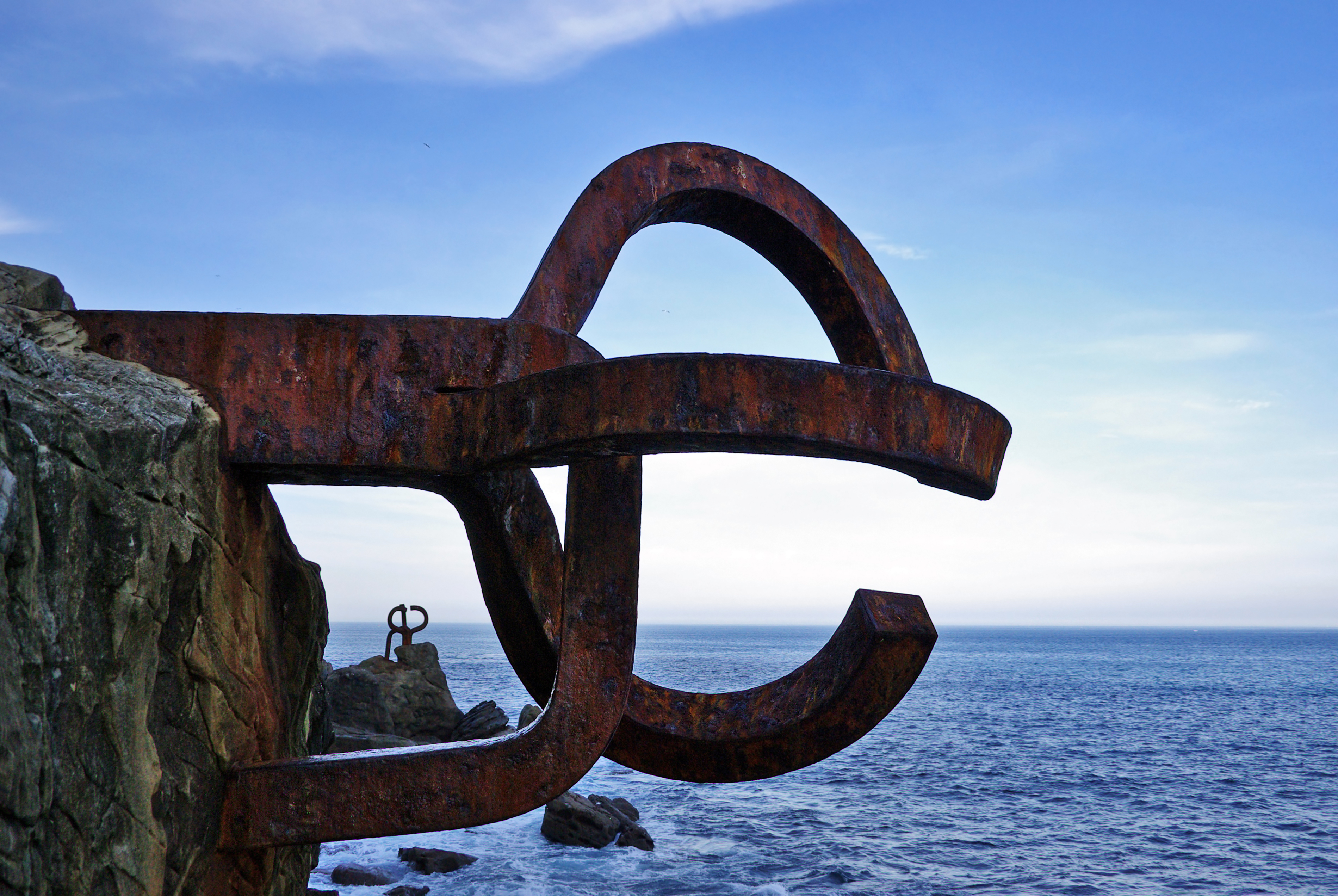
Peine del Viento

- Rathaus, 1897 als Casino eröffnet, beherbergt seit 1947 das Rathaus (span. ayuntamiento)
- Kursaal, Veranstaltungs- und Kongresszentrum, das von 1989 bis 1999 nach Plänen des Architekten Rafael Moneo am Standort des alten Gran Kursaal errichtet worden ist; 2001 mit dem Mies van der Rohe Award for European Architecture ausgezeichnet
- Kathedrale Buen Pastor
- Basilika Maria des Chores
- Palacio Miramar (dt.: Palast von Miramar), ehemalige Sommerresidenz der Königin Maria Christina an der Bucht La Concha gegenüber der Insel Santa Clara
- Diputación
- Palacio de Aiete
- Teatro Victoria Eugenia
- Peine del Viento („Windkamm“), Skulptur von Eduardo Chillida, die den Wind und das Meer am Rande einer Mole einbindet

### Museen
- Museum und Kloster San Telmo mit einer Dauerausstellung über die baskische Kultur und baskische Künstler sowie saisonale Ausstellungen
- Baskisches Maritimes Museum am Hafen
- Chillida-Leku-Museum im ca. 10 km entfernten Hernani

### Stadtviertel
Derzeit wird die Stadt in Stadtviertel (barrios) mit zum Teil eigenständiger Geschichte und unterschiedlichem Charakter eingeteilt.
| Name                            | Einwohnerzahl | Beschreibung |
| ------------------------------- | ------------- | --- |
| Aiete / Miramon                 | 15.662        | Ruhiges Wohnviertel auf einem zentralen Hügel entlang der Straße nach Hernani und um den Parque de Aiete gelegen. |
| Altza                           | 20.377        | Großes, in den 60er Jahren stark gewachsenes Viertel; wurde 1939 in die Stadt eingegliedert. |
| Amara Berri / Riberas de Loiola | 28.114        | Neueres Stadtviertel (Neu-Amara) am linken Ufer des Urumea; mit dem Estadio Anoeta (dt.: Stadion Anoeta). |
| Amara / Morlans                 | 6.528         | Zentral südlich des Zentrums um den Platz Easo herum gelegen. |
| Antiguo                         | 15.084        | Gehobenes Stadtviertel am Strand Ondarreta mit vielen Villen und alten Palästen. |
| Añorga                          | 2.177         | Kleines, ländliches, hügeliges Stadtviertel am Westrand der Stadt auf halbem Weg nach Lasarte-Oria, durch die Schnellstraße und die Bahnlinie zerschnitten und vom Rest der Stadt abgetrennt.                                                                                  |
| Bidebieta                       | 9.169         | Eines der neuesten Stadtviertel; im Osten Richtung Pasaia gelegen. |
| Centro                          | 10.077        | Das Stadtzentrum prägt das Bild der Stadt. Es liegt südlich der Altstadt zwischen der Bucht La Concha und dem Strand La Zurriola und wurde nach dem Abriss der Stadtmauern 1862 bebaut. Hier ist der „km 0“ aller Straßen der Provinz Gipuzkoa, die in San Sebastian beginnen. |
| Egia                            | 14.956        | Viertel am Ostufer des Urumea am Parque de Cristina Enea, durch die Bahnlinie geteilt. |
| Gros                            | 19.442        | Stadtviertel mit vielen Läden und Bürobauten am Strand Zurriola zwischen dem Fluss Urumea und dem Berg Ulia gelegen. |
| Ibaeta                          | 9.408         | Eins der ältesten Stadtviertel; am Osthang des Igeldo, umfasst Wohngegenden, Industriepark und Campus der Universität UPV/EHU. |
| Igeldo                          | 1.072         | Ehemals eigenständiges, ländliches Dorf auf dem Berg Igeldo im Westen der Stadt. |
| Intxaurrondo                    | 16.211        | Wohnviertel im Osten der Stadt mit Sitz der Guardia Civil; zuletzt starkes Bevölkerungswachstum. |
| Loiola / Txomin-enea            | 4.962         | Am linken Ufer des Urumea, nördlich der Bahnlinie. |
| Martutene                       | 2.893         | Wohnviertel am Urumea südlich des Gefängnisses und der Infanteriekaserne von San Sebastián. |
| Parte Zaharra                   | 6.083         | Das älteste Stadtviertel, Name zusammengesetzt aus spanisch Parte Vieja und baskisch Alde Zaharra (jeweils dt.: Altstadt); bis zur Schleifung der Stadtmauer das einzige Stadtviertel. 1813 vollständig niedergebrannt.                                                        |
| Ulia                            | 3.962         | Wohngebiet an den Hängen des Monte Ulia im Nordosten der Stadt. |
| Zubieta                         | 294           | Enklave südwestlich des Stadtgebiets; wird durch eine Junta Vecinal verwaltet. |

### Plätze, Straßen, Strände und Parks

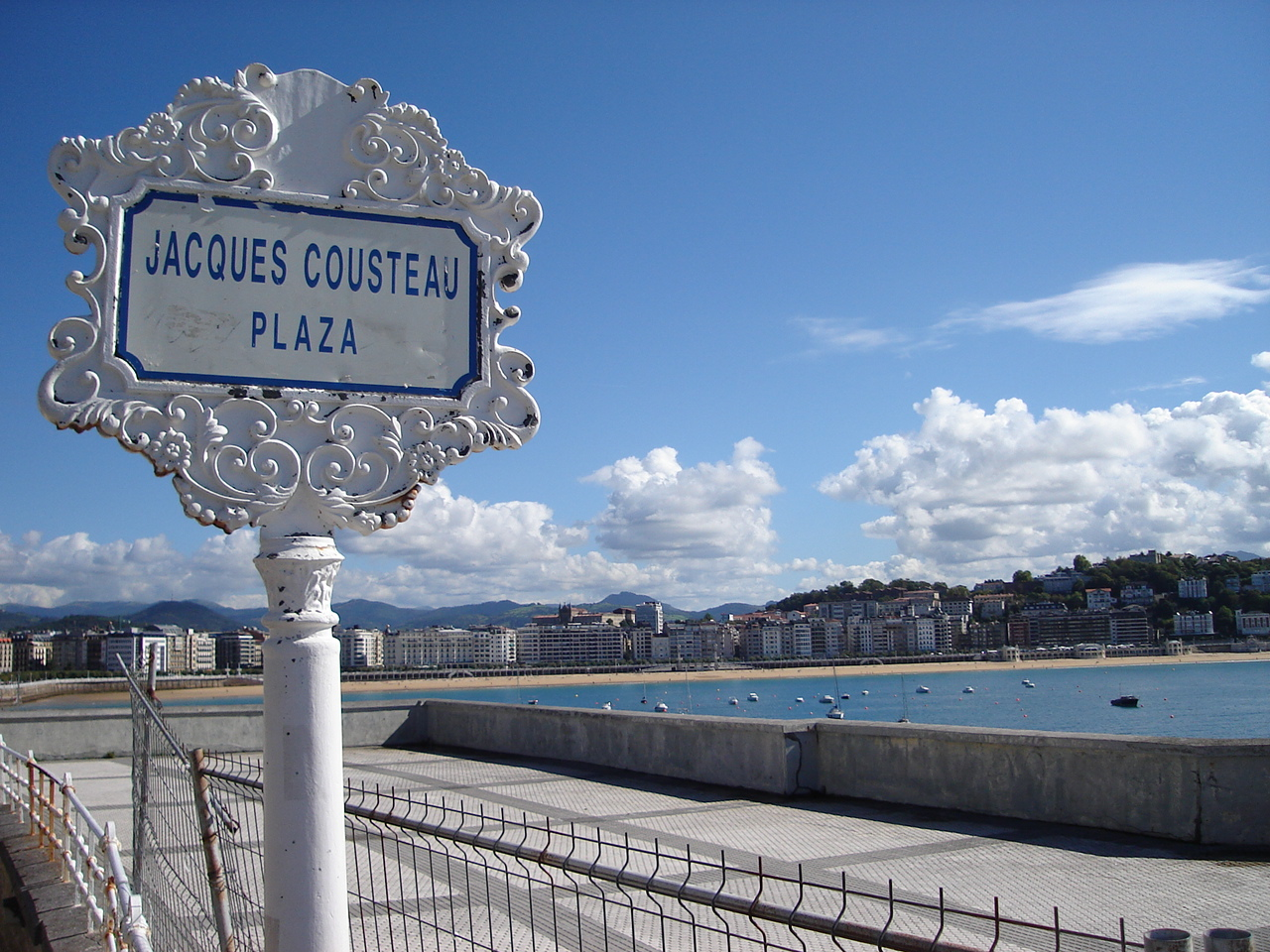
Jacques-Cousteau-Platz

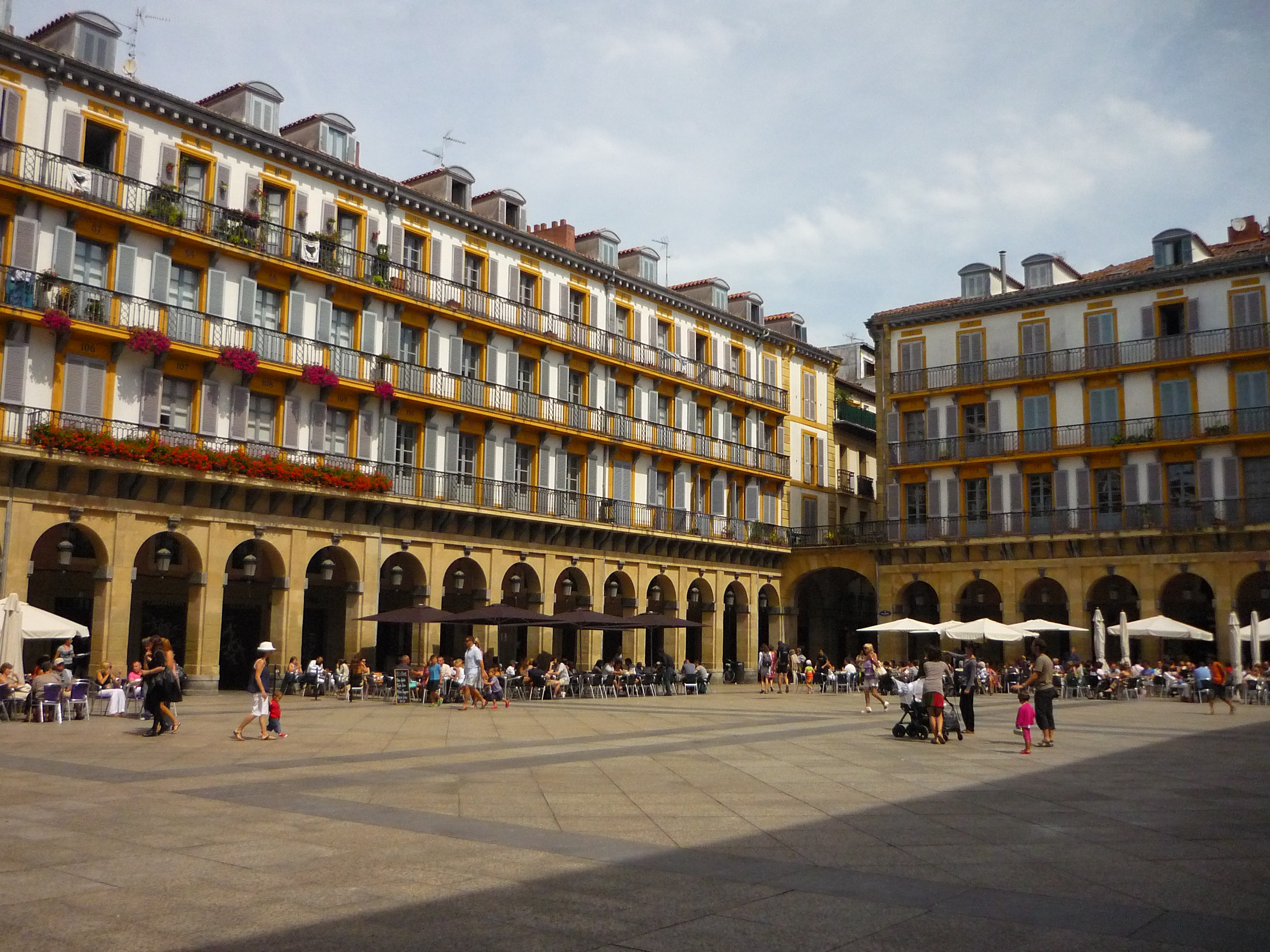
Plaza de la Constitución

- Fischereihafen, in einer Ecke der Bucht La Concha zwischen Altstadt und Berg Urgull
- Plaza de la Constitución (baskisch: Konstituzio Plaza, dt.: Platz der Verfassung), zentraler Platz in der Altstadt mit altem Rathaus
- Plaza de Guipuzkoa, Platz im Zentrum, Sitz der Provinzregierung (diputación)
- Boulevard und Avenida de la Libertad, zentrale Flaniermeile an der Stelle der 1863 abgerissenen Stadtbefestigung, trennt Altstadt von der Neustadt, zentraler Bushaltepunkt
- Bucht La Concha (dt.: Die Muschel) mit gleichnamigem Strand Playa de La Concha, zusammen mit Ondarreta der Badestrand mit nur kleinen Wellen
- Strand Ondarreta am Westende der Concha
- Strand La Zurriola östlich des Urumea, der einzige Strand, der zum Surfen genutzt wird; Baden ist nur eingeschränkt möglich
- Park Alderdi Eder
- Park Cristina Enea
- Park Aiete
- Berg Monte Igueldo mit kleinem Vergnügungspark und Leuchtturm
- Berg Monte Urgull mit Jesusstatue
- Berg Monte Ulia mit Jugendherberge und altem Wachturm

### Musik
Die Stadt ist unter anderem Sitz des Orquesta Sinfónica de Euskadi, des Chores Orfeón Donostiarra und der Musikhochschule des Baskenlands Musikene.

### Jakobsweg
San Sebastián ist Teil des Jakobswegs an der Küste, dem Camino de la Costa und hier eine bedeutende Station für Pilger.

## Regelmäßige Veranstaltungen

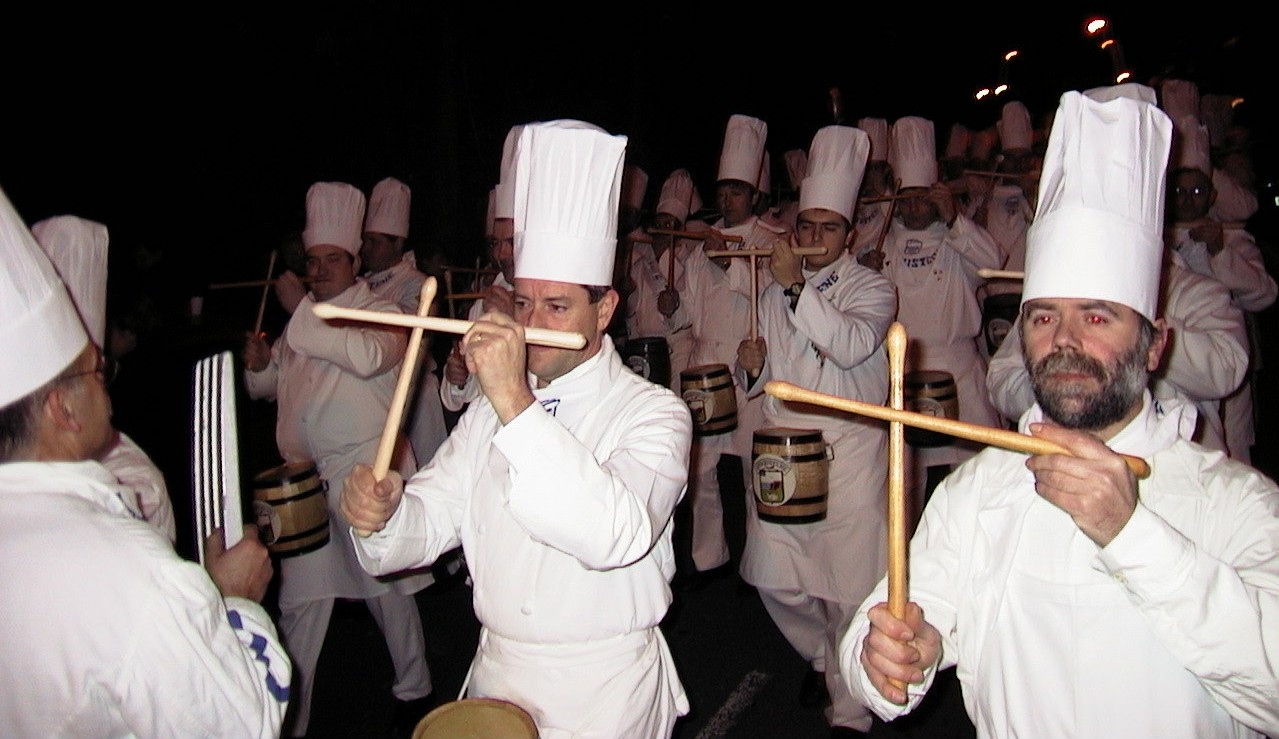
„Köche“ bei der Tamborrada

San Sebastián präsentiert über das ganze Jahr verteilt international bedeutende Kulturveranstaltungen.
- Tamborrada: Jedes Jahr am 20. Januar (Tag des Sankt Sebastian) feiern die Donostiarrak das Fest Tamborrada (etwa: „Trommelei“ oder „Trommelfest“). Um Mitternacht hisst der Leiter des Festes auf der Plaza de la Constitucion die Fahne von San Sebastián, und für 24 Stunden erfüllt der Klang von Trommeln die Stadt.
- Heineken Jazzaldia: ein Jazzfestival, 1966 begründet, findet jährlich im Juli statt
- Semana Grande Donostiarra (dt.: Große Festwoche der Stadt Donostia, bask.: Aste Nagusia):
Die Festwoche Semana Grande Donostiarra findet jedes Jahr im August in der Woche des Festtages Mariä Himmelfahrt statt, u. a. mit einem Wettbewerb der Feuerwerker mit internationaler Beteiligung, begleitet von Konzerten, Pferderennen und Theatervorstellungen.
- Am 31. August wird des verheerenden Stadtbrandes im Jahre 1813 gedacht. Die Bewohner ziehen nach dem Dunkelwerden mit Kerzen durch die Straße des 31. August.
- Ende August und Anfang September finden die „Baskischen Feste“ (Euskal Jaiak/Fiestas Vascas) statt, die kulturelle, sportliche und festliche Veranstaltungen zur Baskischen Kultur umfassen. Herauszuheben ist die Bandera de La Concha, der wichtigste Ruderwettbewerb des Kantabrischen Meers.[11]
- San Sebastián International Film Festival: Eines der herausragendsten Ereignisse ist das seit 1953 jedes Jahr im September stattfindende weltberühmte 'San Sebastián International Film Festival', das regelmäßig Prominente aus der internationalen Filmindustrie in die Stadt lockt.
- Día de Santo Tomás (dt.: Tag des heiligen Thomas): Am 21. Dezember wird der 'Día de Santo Tomás’ gefeiert. Auf der Plaza de la Constitución wird ein traditioneller Markt mit Haustieren, frisch geschlachtetem und zubereitetem Fleisch und viel Sidra (Apfelwein) zelebriert.

## Gastronomie

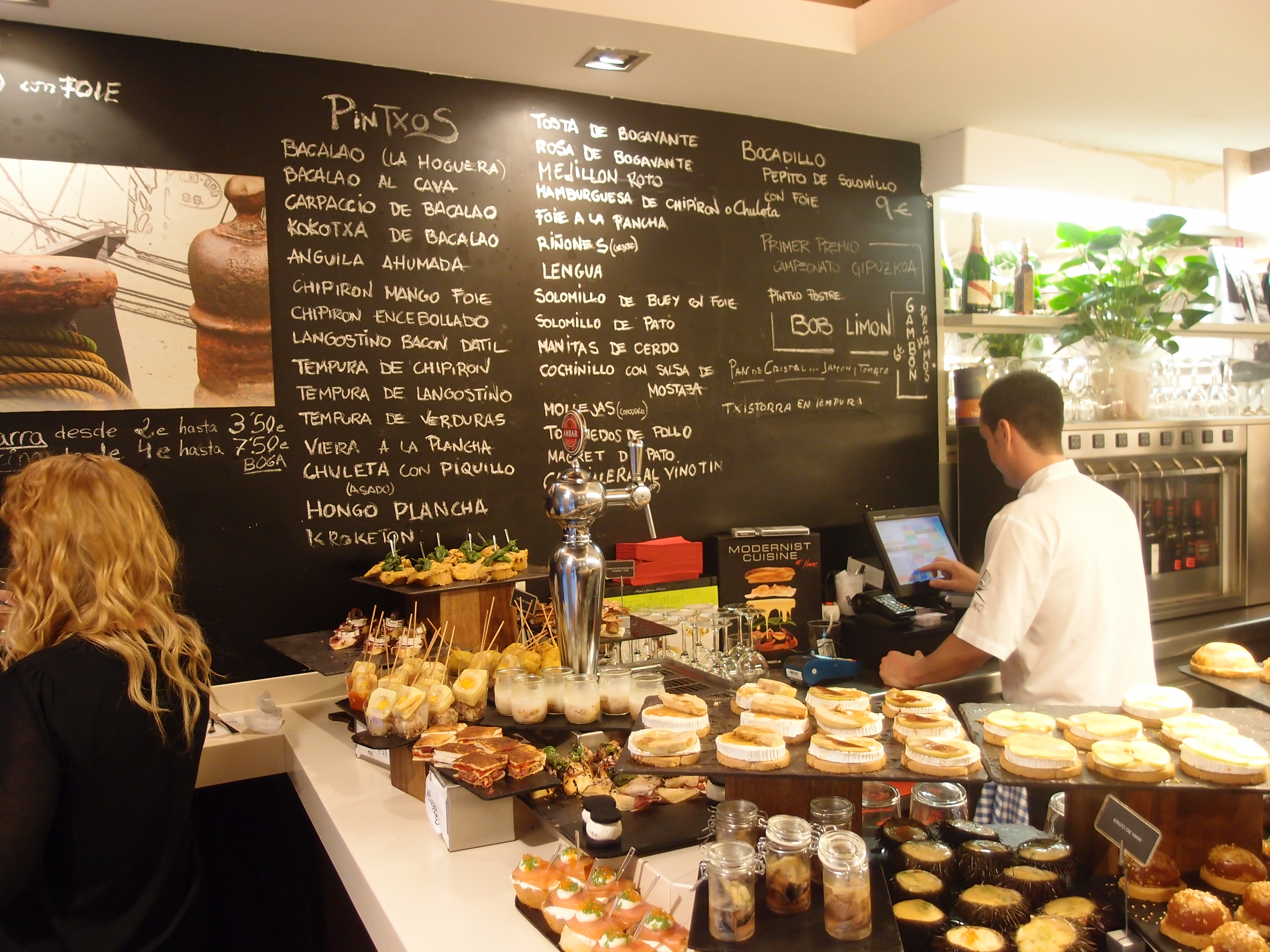
Kulinarisches im parte vieja de Donostia

### Küche
San Sebastián ist die Hochburg der baskischen Küche. Viele der angesehensten Köche des Baskenlandes, wie Juan Mari Arzak, Martín Berasategui, Pedro Subijana oder Andoni Luis Aduriz (in Renteria) besitzen Restaurants in der Stadt oder im Umkreis. Nicht nur die bekannten Restaurants der Stadt sind bemerkenswert, die Küche hat allgemein ein sehr hohes Niveau.
Donostia ist für seine sehr hohe Dichte an Michelin-Sternen bekannt.
Eine baskische Besonderheit sind die 119 Gastronomischen Gesellschaften (sociedades gastronómicas) der Stadt.
Einen ausgesprochen guten Ruf haben die Pintxos de Donostia, die in sehr vielen Gaststätten, insbesondere in den Kneipen der Altstadt, zu finden sind.
In San Sebastián und Umgebung (z. B. in den Vororten Astigarraga und Usurbil sowie in der Nachbarstadt Hernani) wird im Herbst Sidra, der für die Region typische saure Apfelwein, hergestellt und zu Jahresbeginn während der Sidrasaison in Sidrerien verkostet. Eine weitere regionale Spezialität ist der extrem trockene Weißwein Txakoli aus dem baskischen Weinbaugebiet Getaria, der in jeder Bar und in jedem Restaurant insbesondere zu den delikaten Pintxos ausgeschenkt wird.

### Gastronomie-Fakultät
Juan Arzak war einer der Initiatoren des „Basque Culinary Center“ (BCC), das im September 2011 in San Sebastian eröffnet wurde und das sich selbst als „Europas erste Gastronomie-Fakultät“ bezeichnet und einen Hochschulabschluss in „Gastronomie und Kulinarischen Künsten“ anbietet. Das BCC wird von einigen Firmen finanziell unterstützt und ist an der privaten Universität Mondragón zugeordnet. Die Studienjahresgebühr beträgt 8000 Euro.

## Sport
Die Real Sociedad, der erfolgreichste Fußballverein von San Sebastián, spielt in der spanischen Primera División und qualifizierte sich bereits häufiger für internationale Wettbewerbe. In der Saison 2023/2024 spielt der Verein nach neun Jahren wieder in der Champions League. Die Spielstätte des Vereins ist das Estadio Anoeta, das nach einem Umbau von 2017 bis 2019 in ein Fußballstadion ohne Leichtathletikanlage insgesamt 39.500 Zuschauer fasst.
Im August jeden Jahres findet in und um San Sebastián die Clásica San Sebastián, ein Eintages-Radrennen mit World-Tour-Status, statt.
Im Jahr 1977 war San Sebastián Gastgeber für die Leichtathletik-Halleneuropameisterschaften. 2005 wurden hier die Seniorenweltmeisterschaften der Leichtathletik durchgeführt. Im März 2013 war die Stadt nach 2003 wieder Austragungsort der Europäischen Seniorenleichtathletik-Meisterschaften in der Halle (EVACI).
Der Balonmano Bera Bera spielt Handball in der ersten spanischen Liga der Damen.
Die erste Mannschaft von Gipuzkoa Basket spielt in der ersten spanischen Basketballliga der Herren.

## Wirtschaft und Infrastruktur

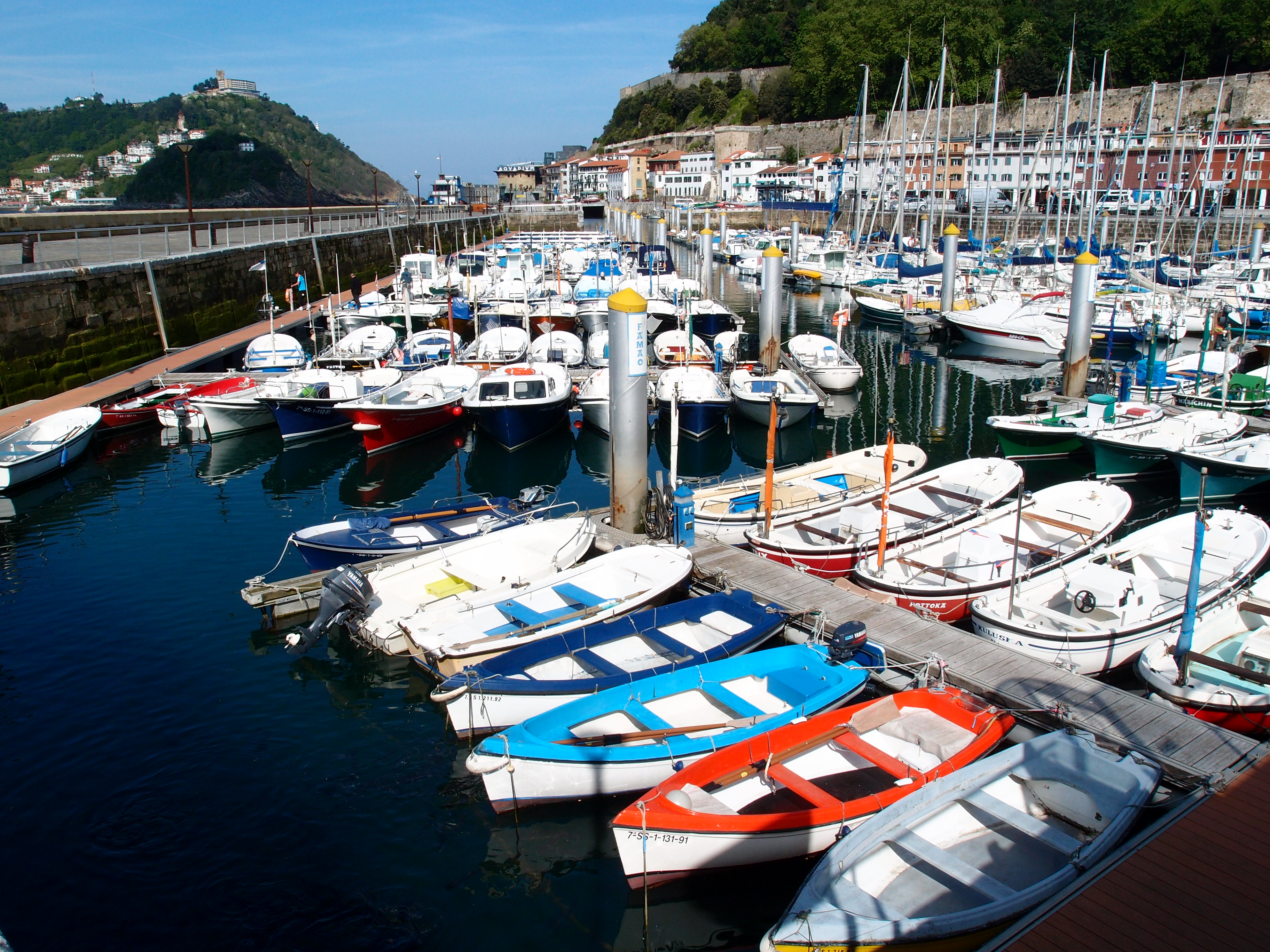
Teilansicht des Hafens

### Wirtschaft
San Sebastián ist bei spanischen und ausländischen Investoren ein geschätzter Standort, etliche Konzerne unterhalten hier Niederlassungen. Viele Firmen sind im Technologiepark Miramon ansässig.
Der Tourismus ist ein bedeutender Wirtschaftszweig. Die günstige Lage am Golf von Biskaya zieht Surfer an.

### Verkehr

#### Straßenverkehr
San Sebastián liegt an der A 1 Madrid-Irun (ehemals N I), der Hauptverkehrsverbindung von Frankreich über Nordspanien, und an der AP 8 Bilbao-San Sebastián. Zwei Busunternehmen bieten halbstündlich (am Wochenende stündlich) Fahrten von San Sebastián nach Bilbao und zurück an.
Die Puente de María Cristina besteht seit 1905.

#### Standseilbahn

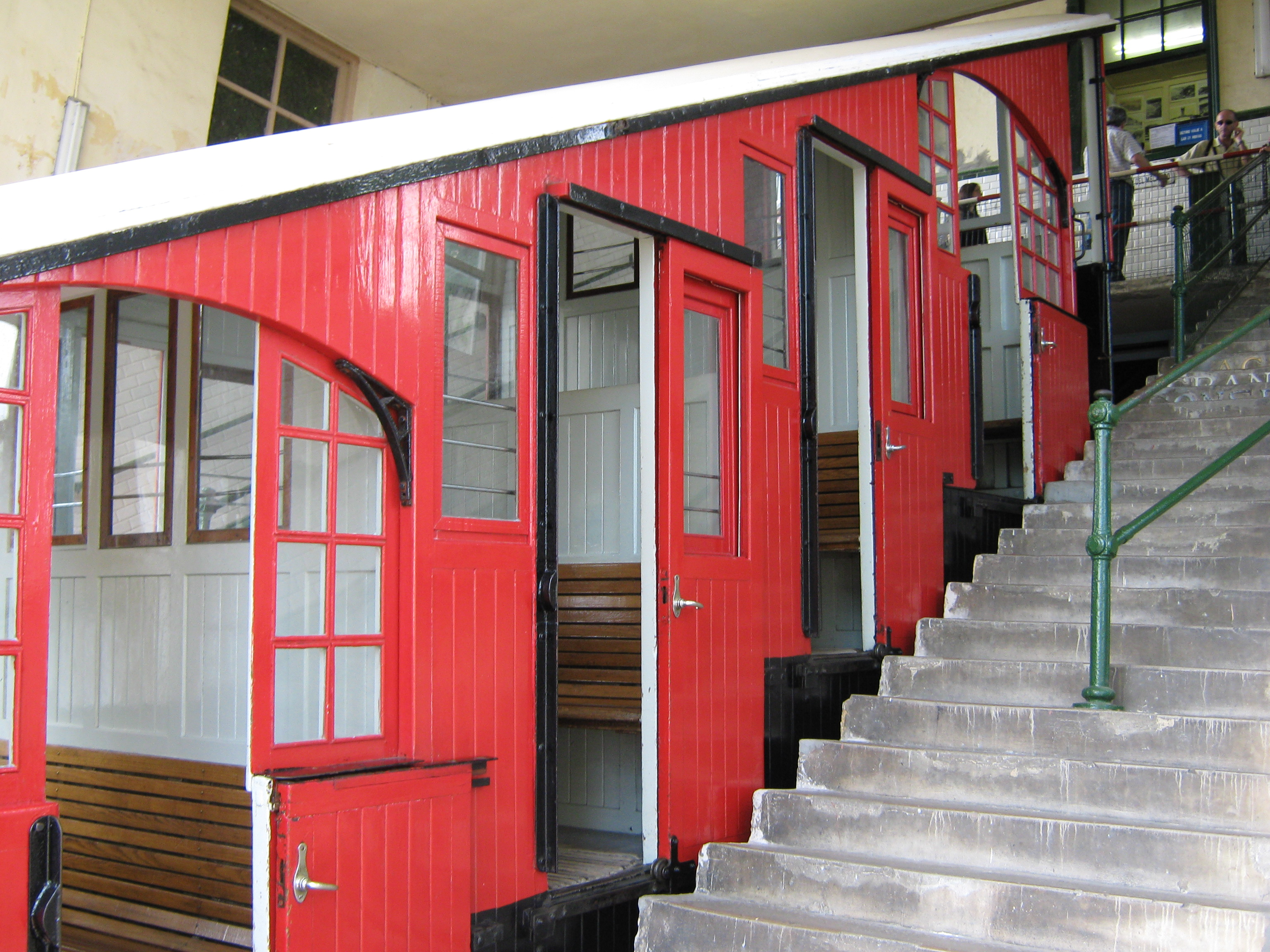
Wagen der Standseilbahn am Monte Igueldo

Seit 1912 existiert die Standseilbahn spanisch Funicular de Igueldo, die eine Verbindung vom Playa de Ondarreta zum Monte Igueldo herstellt.

#### Hafen
Der im Stadtzentrum gelegene Hafen von San Sebastián hat seine frühere Bedeutung verloren und dient seit den 1970er Jahren nur noch der Fischerei und dem Sport. Der nächstgelegene Handelshafen befindet sich im Vorort Pasaia (span. Pasajes).

#### Luftverkehr
Der rund 20 km entfernte Flughafen von San Sebastián in Hondarribia hat im Wesentlichen regionale Bedeutung, da es lediglich Linienflüge von und nach Madrid und Barcelona gibt. Internationale Flughäfen findet man im etwa 100 km (eine Autostunde) entfernten Bilbao sowie im etwa 50 km entfernten Biarritz in Frankreich.

#### Schienenverkehr
Der Fernbahnhof der Stadt ist die Estación de San Sebastián an der Bahnstrecke Madrid–Hendaye. Von diesem Bahnhof bietet Renfe sowohl Fernverbindungen, unter anderem nach Madrid und Barcelona, als auch Nahverkehrszüge (Cercanías San Sebastián) ins Umland an.
Neben dieser Strecke in Iberischer Breitspur wird Donostia/San Sebastián noch durch die meterspurigen Strecken nach Bilbao und nach Hendaye angebunden. Diese werden von Euskal Trenbide Sarea betrieben. Der Zugverkehr auf dem metrischen Netz wird von Euskotren ausgeführt. Der wichtigste Bahnhof für dieses Netz ist der Kopfbahnhof Amara-Donostia.
Durch die Fertigstellung der im Bau befindlichen, als „Baskisches Y“ bezeichneten Strecken wird Donostia/San Sebastián voraussichtlich 2030 an das Hochgeschwindigkeitsnetz angeschlossen.

## Bildung

### Universitäten
- Die Universität des Baskenlandes (spanisch: Universidad del País Vasco (UPV), baskisch: Euskal Herriko Unibertsitatea (EHU)) ist auf die drei baskischen Provinzhauptstädte Bilbao, San Sebastián und Vitoria verteilt. Den Campus San Sebastián besucht ca. ein Viertel der an der UPV/EHU eingeschriebenen Studenten (ca. 11.000 Studenten; Stand 2013/14). Die wichtigsten Studiengänge sind Recht, Psychologie, Philosophie, Informatik, Architektur und Ingenieurwissenschaften.[20]
- Die private Universität Navarra in Pamplona, getragen vom Opus Dei, unterhält den Campus Tecnológico de la Universidad de Navarra (TECNUN), sowie die Forschungseinrichtung Centro de Estudios e Investigaciones Técnicas de Gipúzcoa (CEIT) in San Sebastián. Die Schwerpunkte der beiden Einrichtungen liegen im technisch-naturwissenschaftlichen Bereich: Materialwissenschaften, Mechanik, Kommunikation und Mikroelektronik.
- Seit 1965 unterhält die private, von den Jesuiten getragene Universidad de Deusto einen Campus in San Sebastián.
- Die private Universidad de Mondragón ist in San Sebastián mit ihrer Fakultät der Gastronomischen Wissenschaften (Basque Culinary Center) vertreten.[21]
- Im Jahr 2001 wurde die Musikhochschule Musikene: Centro Superior de Música del País Vasco gegründet.[22]

## Persönlichkeiten
Söhne und Töchter
- Aritz Aduriz (* 1981), Fußballspieler
- Naroa Agirre (* 1979), Stabhochspringerin
- Julen Agirrezabala (* 2000), Fußballspieler
- Pedro Girón de Ahumada (1778–1842), General und Staatsmann
- José María Alonso (1890–1979), Tennisspieler
- Manuel Alonso (1895–1984), Tennisspieler
- Mikel Alonso (* 1980), Fußballspieler
- Xabi Alonso (* 1981), Fußballspieler und -trainer
- Alicia Amatriain (* 1980), Ballerina
- Xabier Anduaga (* 1995), Tenor
- Izaskun Aramburu (* 1975), Kanutin
- Maria Arantza del Puerto Astiz (* 1971), Fußballspielerin
- Luis Arconada (* 1954), Fußballspieler
- José Luis Arrieta (* 1971), Radrennfahrer
- Xabier Mikel Azparren (* 1999), Radrennfahrer
- Ander Barrenetxea (* 2001), Fußballspieler
- Pío Baroja (1872–1956), Schriftsteller
- Paul Berrondo (* 1967), Schauspieler
- Eduardo Chillida (1924–2002), Bildhauer
- Borja Cobeaga (* 1977), Regisseur
- José Antonio de Donostia (1886–1956), Franziskaner, baskischer Musikwissenschaftler und Komponist
- Pau Echaniz (* 1996), Kanute
- Marta Etura (* 1978), Schauspielerin
- Adur Etxezarreta (* 1996), Skirennläufer
- Arantza Ezenarro (* 1980), Sopranistin
- Iker Fernández (* 1977), Snowboarder
- Julio Peña Fernández (* 2000), Schauspieler
- Hugo Guillamón (* 2000), Fußballspieler
- Efe Korkut (* 2006), türkischer Fußballspieler
- Aia Kruse (* 1994), Schauspielerin
- Mikel Laboa (1934–2008), baskischer Liedermacher, Sänger und Gitarrist
- Blanca Lacambra (* 1965), Sprinterin
- Ana Miranda de Lage (* 1946), Politikerin
- Jesús María Leizaola (1896–1989), Politiker
- Rebeca Linares (* 1983), Pornodarstellerin
- Juan Lizariturry (* 1991), Tennisspieler
- Yon Bustamante López (* 1983), Handballschiedsrichter
- Felisa Martín (1898–1979), Physikerin und Meteorologin
- Flavio Martínez Labiano (* 1962), Kameramann
- Julio Medem (* 1958), Filmregisseur und Drehbuchautor
- Ramón Mendiburu (* 1940), Radrennfahrer
- Jokin Mitxelena (* 1962), Bilderbuchzeichner
- Ana Miranda De Lage (* 1946), Politikerin
- Teresa Motos (* 1963), Hockeyspielerin
- Enrique Múgica (1932–2020), Politiker und Jurist
- Pedro Murúa (1930–2019), Hockeyspieler
- Álvaro Odriozola (* 1995), Fußballspieler
- Maite Pagazaurtundua (* 1965), Politikerin
- Paco Rabanne (1934–2023), spanisch-französischer Modeschöpfer
- Susana Reberdito (* 1962), bildende Künstlerin
- Pedro Sanjuán (1886–1976), Komponist und Dirigent
- Amaiur Sarriegi (* 2000), Fußballspielerin
- Fernando Savater (* 1947), Schriftsteller und Philosoph
- Manfred Sommer (1933–2007), Comiczeichner, -autor und Illustrator
- Maider Tellería (* 1973), Hockeyspielerin
- Txillardegi (1929–2012), Sprachwissenschaftler, Politiker und Schriftsteller
- Javier Urruticoechea (1952–2001), Fußballspieler
- Luis María Usoz (1932–1992), Hockeyspieler
- Nicanor Zabaleta (1907–1993), Harfenist
- Mikel Zalbide (* 1951), Sprachwissenschaftler und Soziolinguist
- Jesús María Zamora (* 1955), Fußballspieler
- Martín Zubimendi (* 1999), Fußballspieler
- Xavier Zubiri (1898–1983), Philosoph

## Städtepartnerschaften
Städtepartnerschaften bestehen mit den Städten
- Wiesbaden, Deutschland (seit 15. Juni 1981)
- Daira de Bojador, Westsahara
- Marugame, Japan
- Plymouth, Vereinigtes Königreich
- Reno, USA
- Trient, Italien (1987)
- Batumi, Georgien (1987)
- Jiutepec, Mexiko

## Beziehungen zu Deutschland
Außer der genannten Städtepartnerschaft gibt es verschiedene Beziehungen zu Deutschland: zwei deutsche Schulen bestehen hier, es sind Mary Ward und die seit 1921 bestehende Deutsche Schule San Sebastián, die von deutschen Industriellenfamilien gegründet wurde. San Sebastián hat einen deutschen Honorarkonsul.

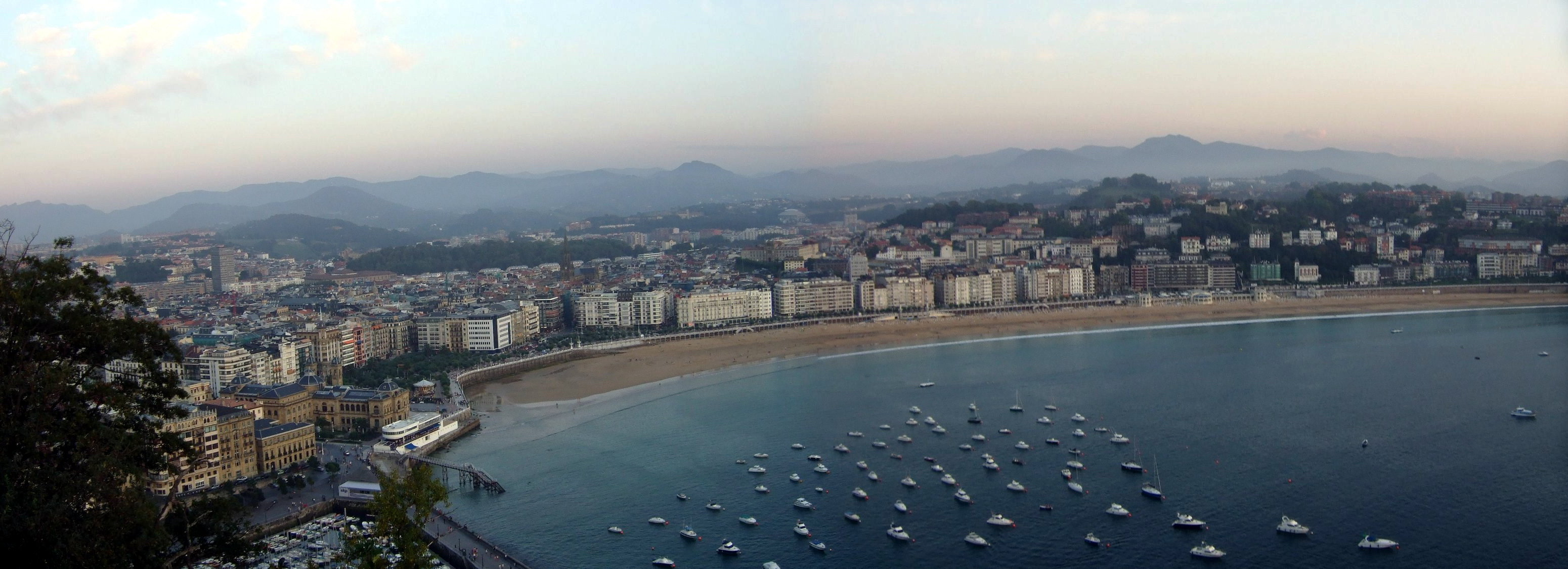
Blick vom Monte Urgull über die Bucht La Concha und die Stadt
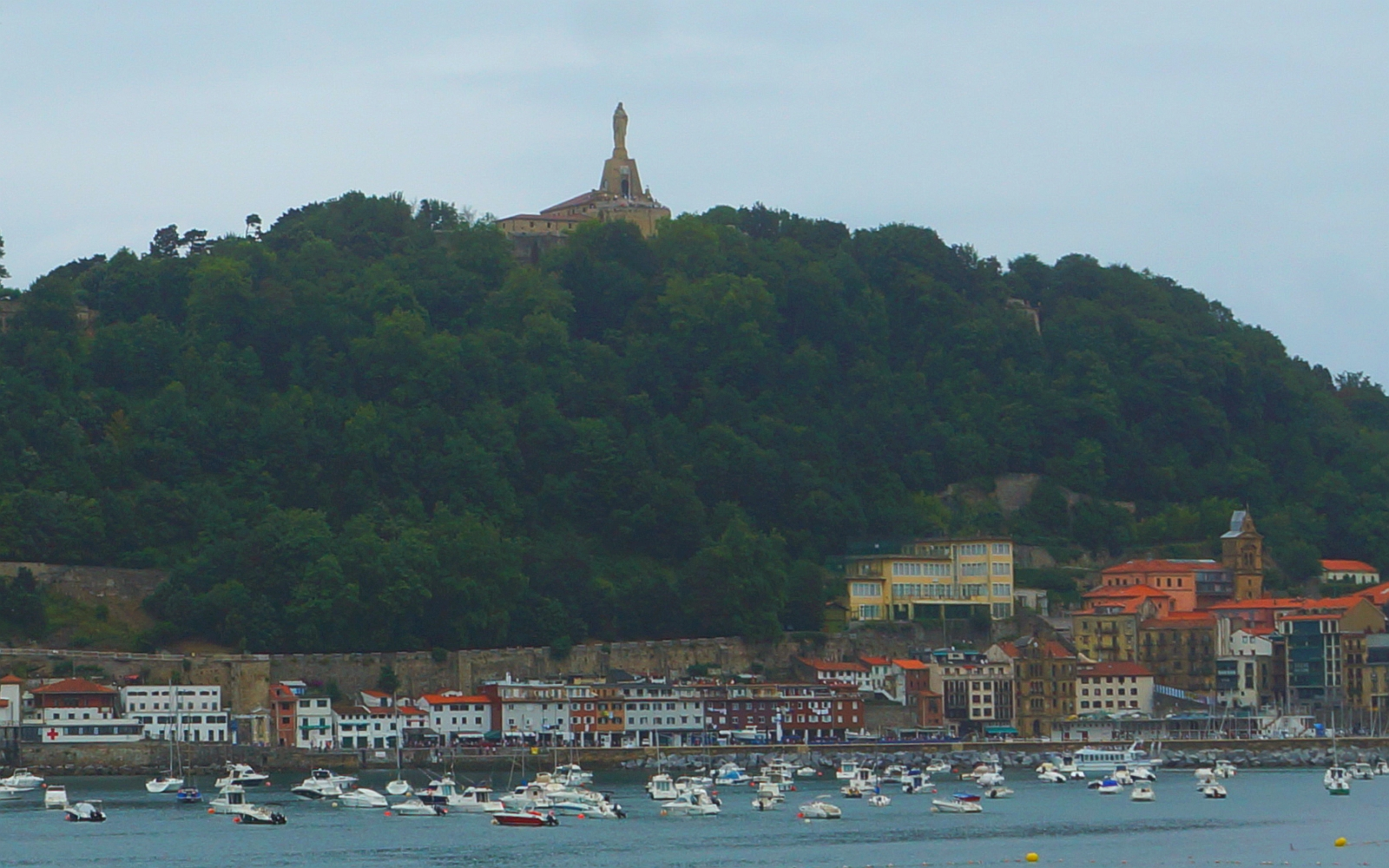
Blick über die Bucht auf Monte Urgull mit Castillo de La Mota und Jesus-Statue von Donostia
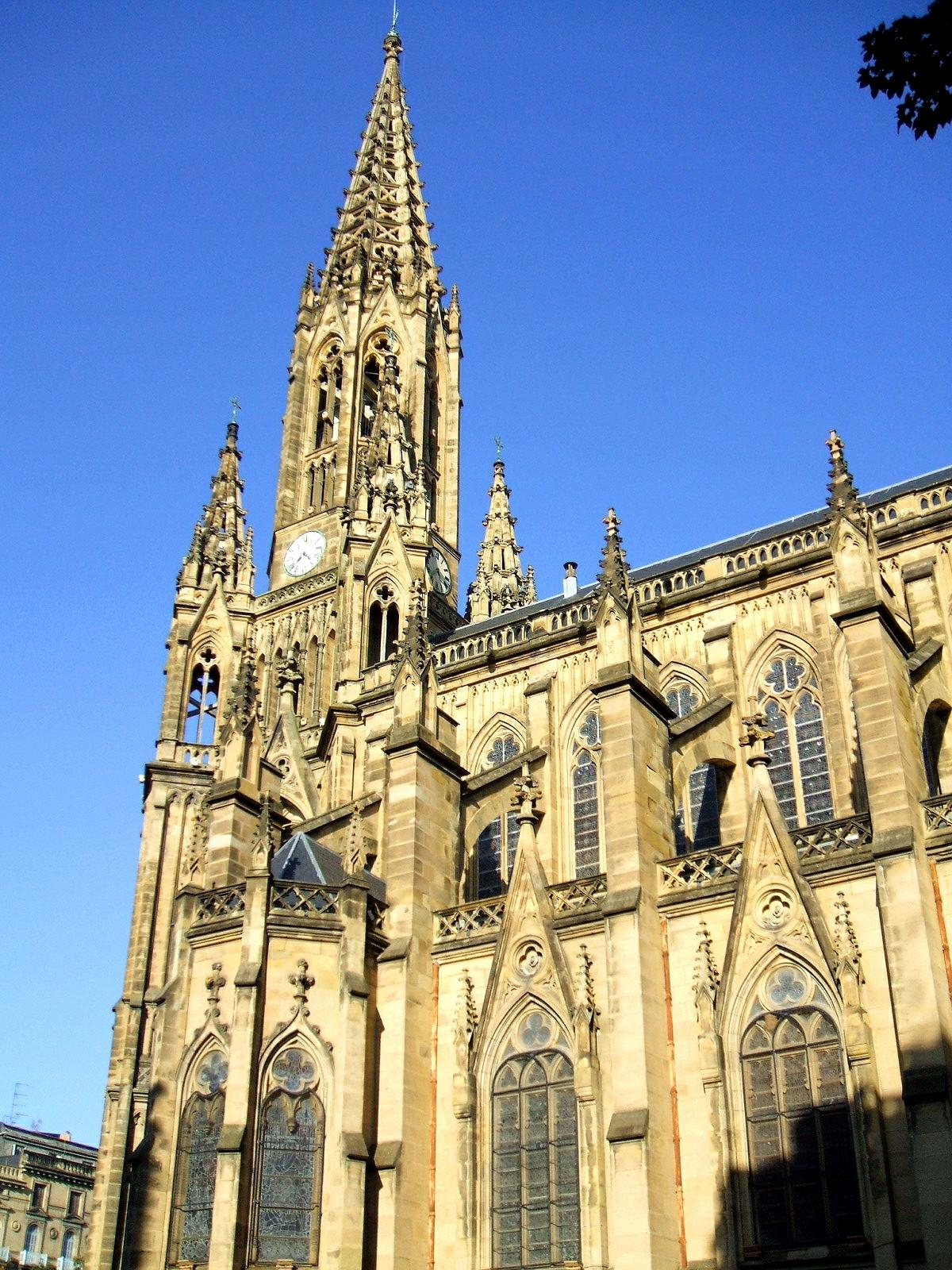
Kathedrale del Buen Pastor, gebaut 1897
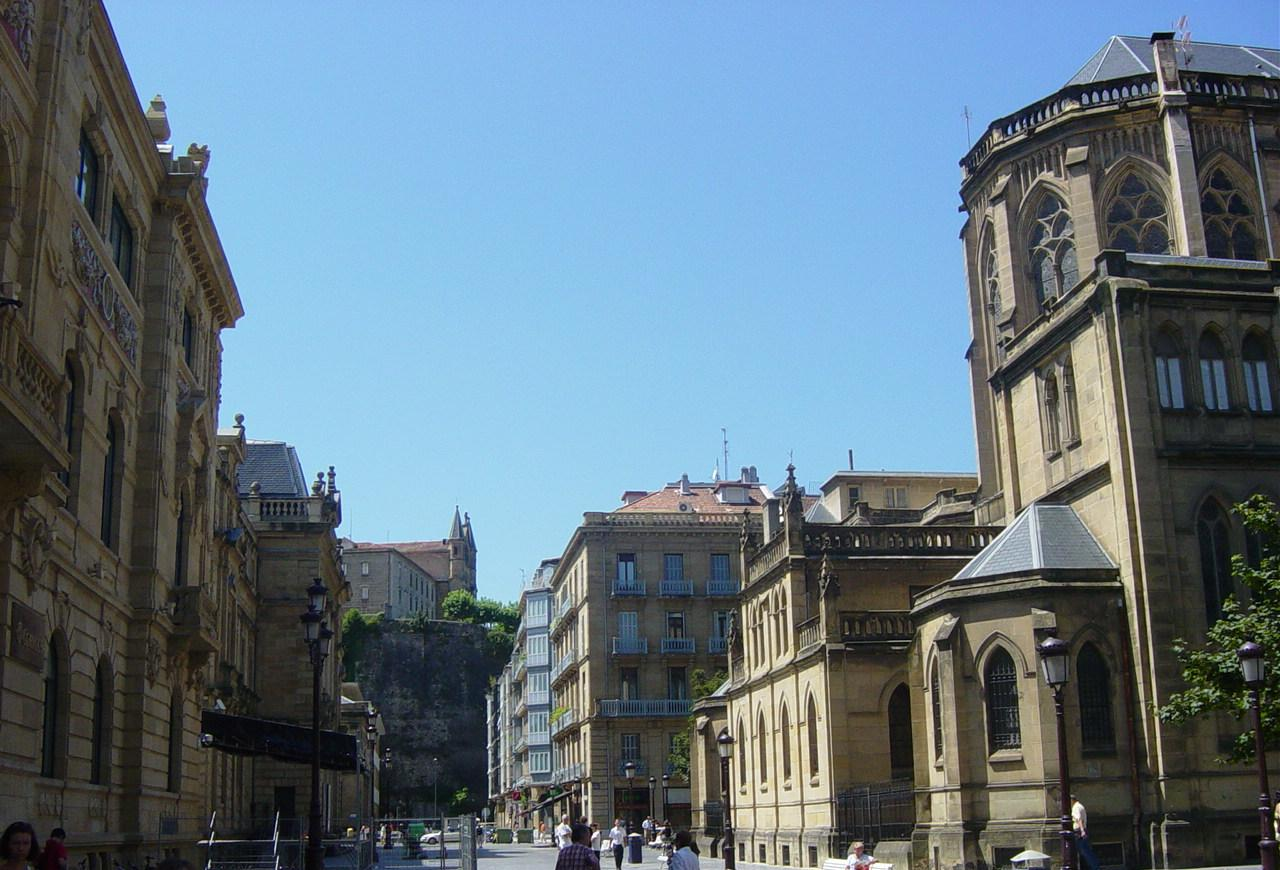
Plaza del Buen Pastor, mit der Kathedrale rechts
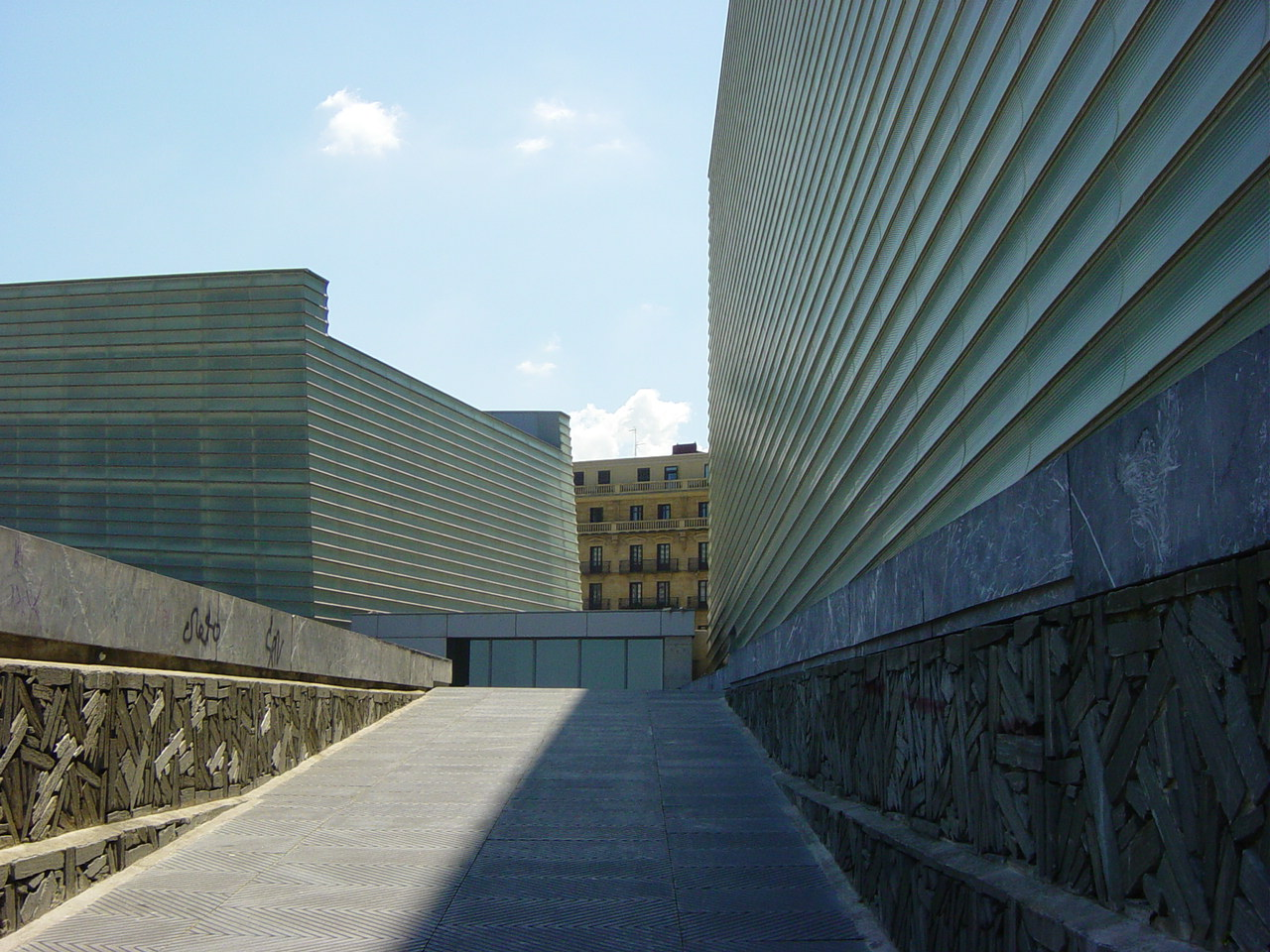
Auditorio Kursaal
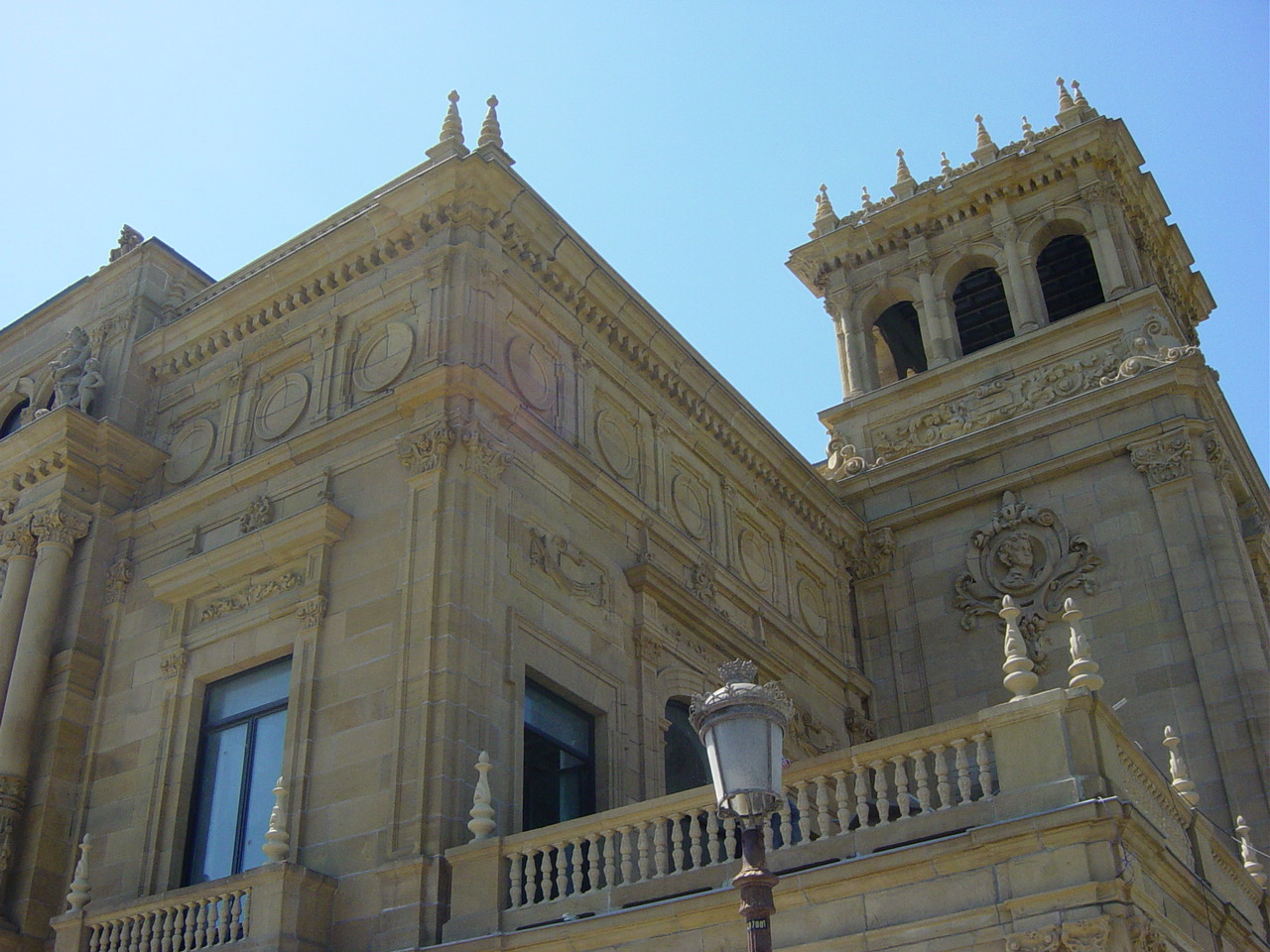
Theater Victoria Eugenia (gebaut 1912)
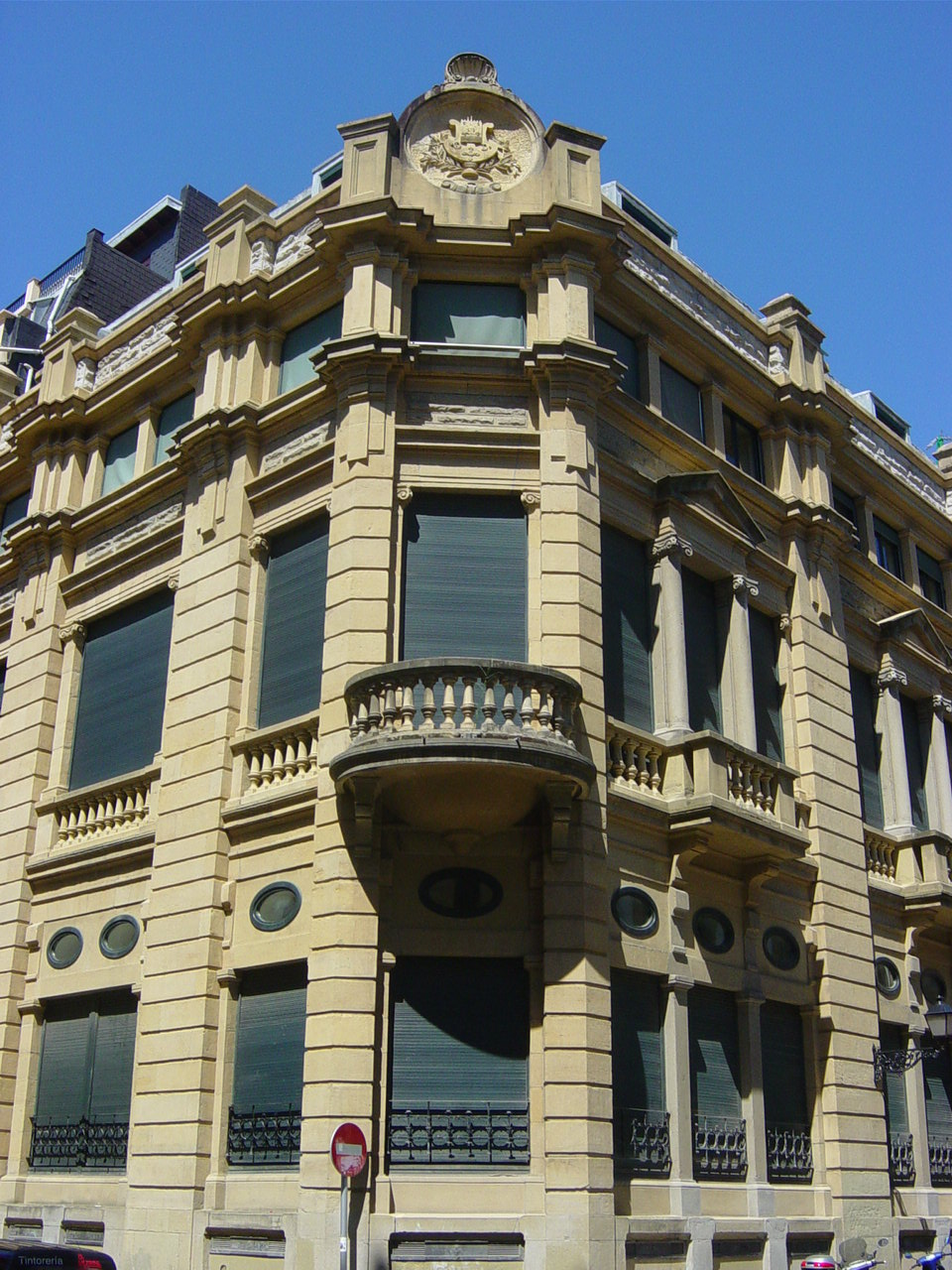
Sitz des Gesangsvereins von San Sebastián
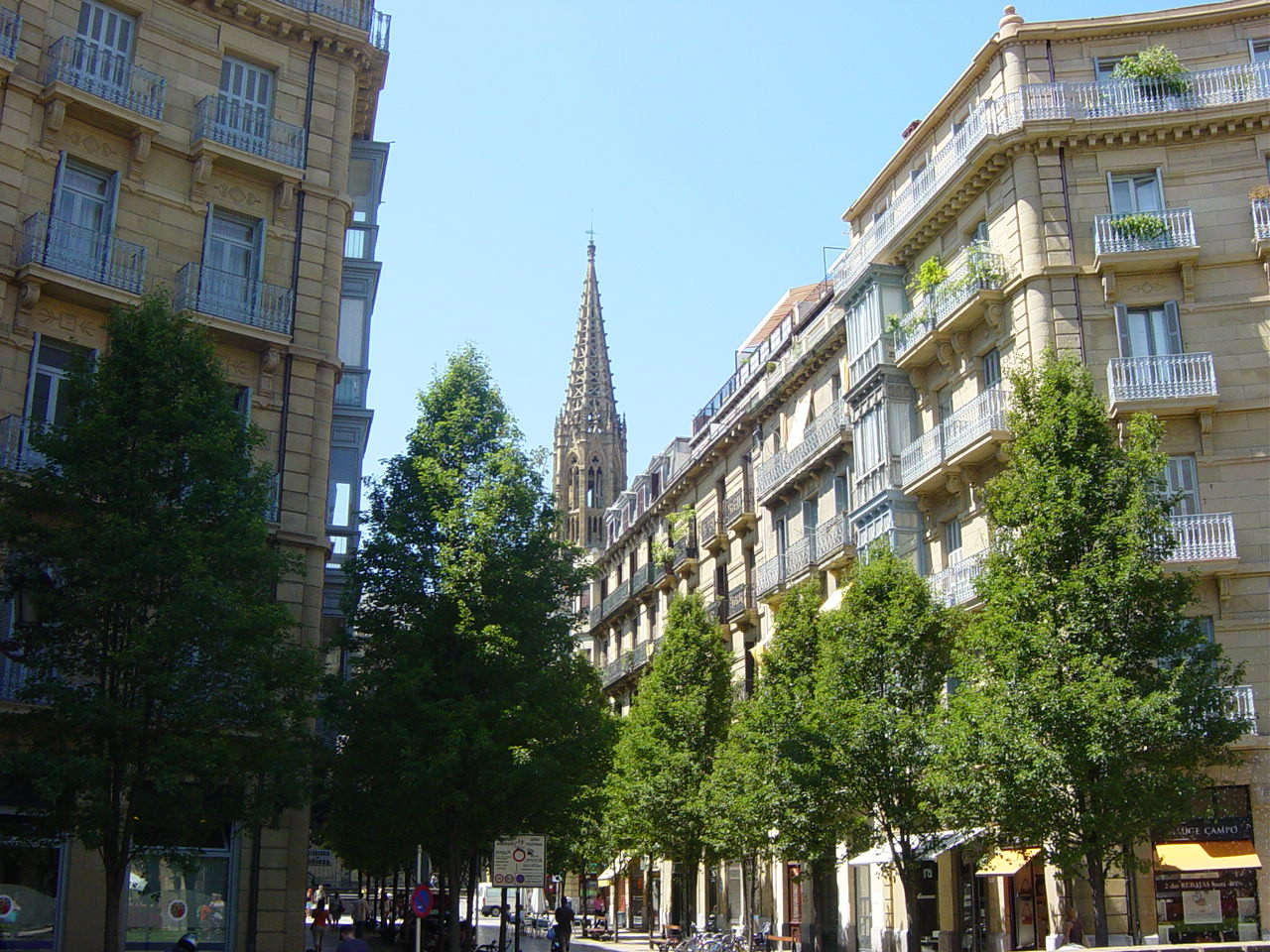
Die Straße Alfonso VIII vom Plaza de Bilbao aus, im Hintergrund die Kathedrale
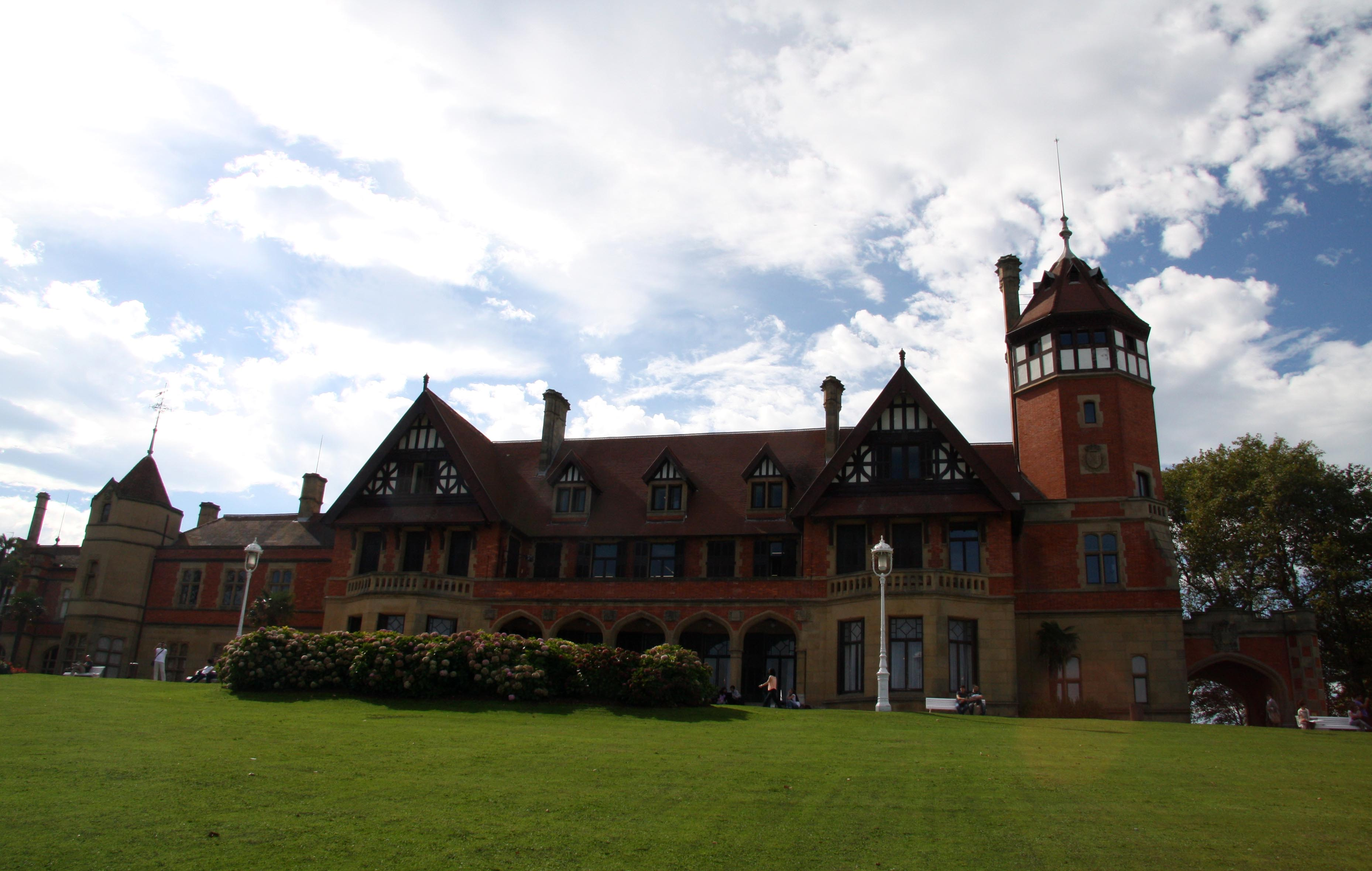
Palacio de Miramar, Sommerresidenz der Königin Maria Christina von Österreich